# Biserica de lemn din Posta

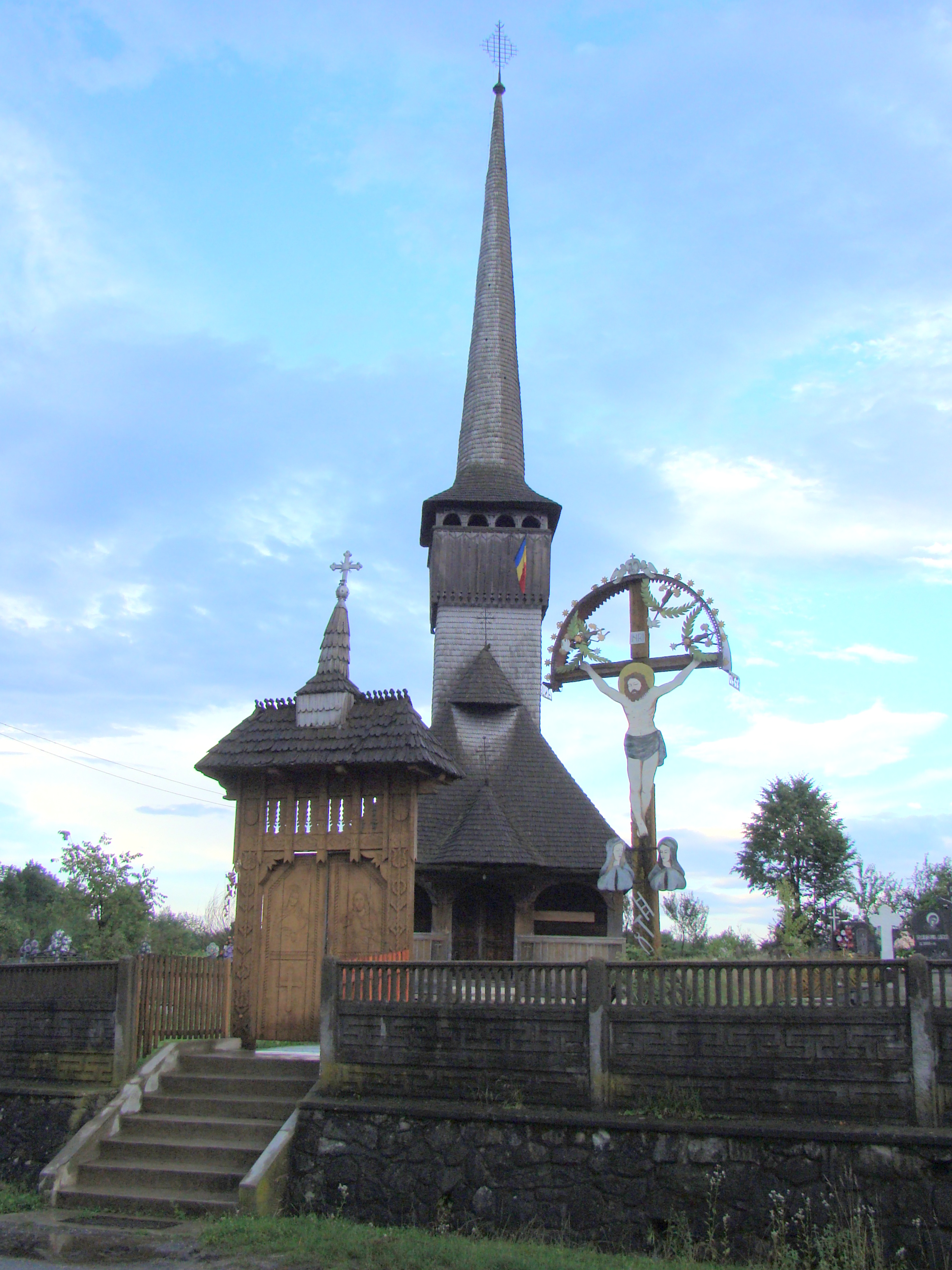
Biserica de lemn „Sfântul Ilie” din Posta, comuna Remetea Chioarului, județul Maramureș, foto: iunie 2009.

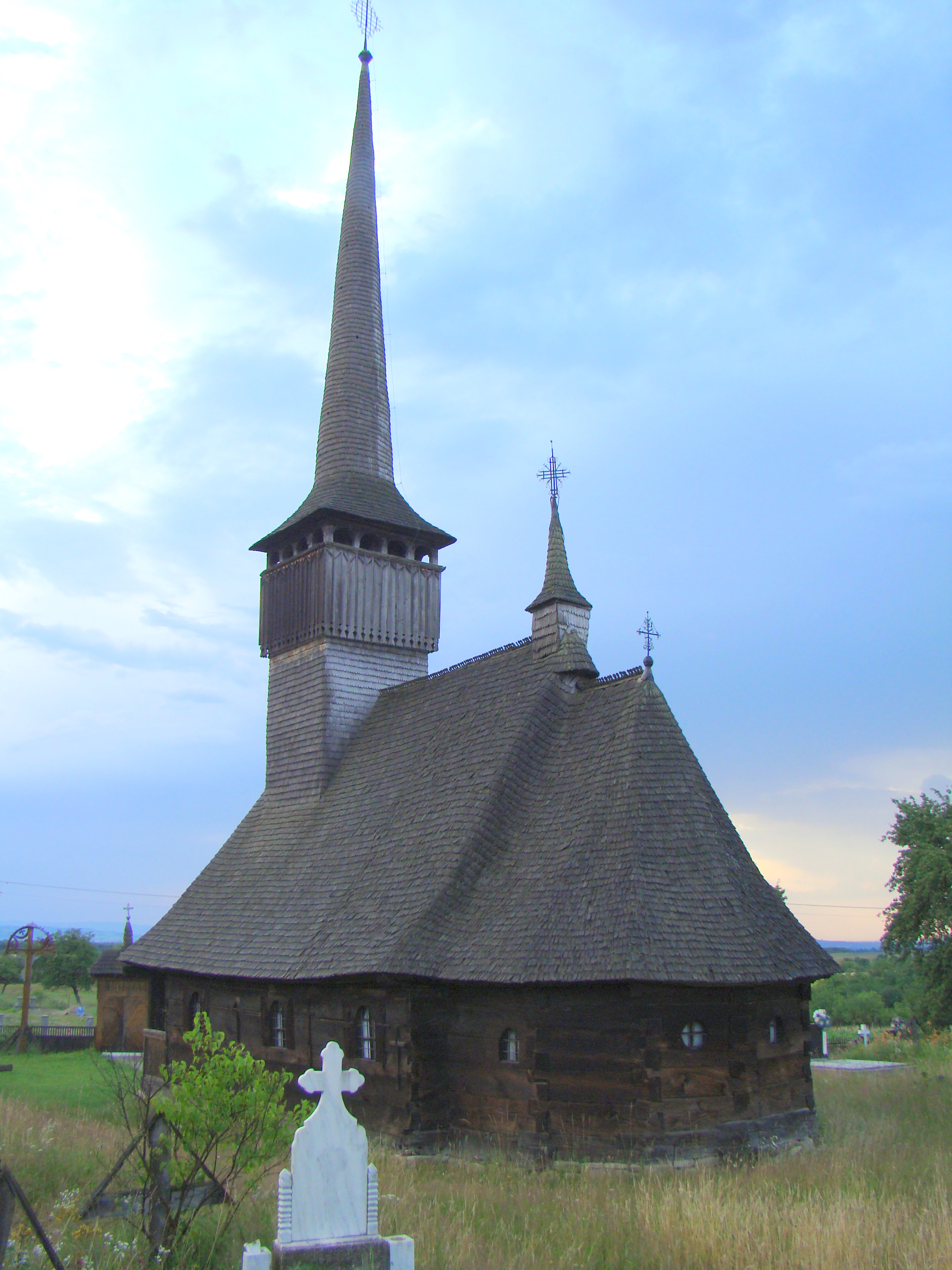
Biserica (sud-est)

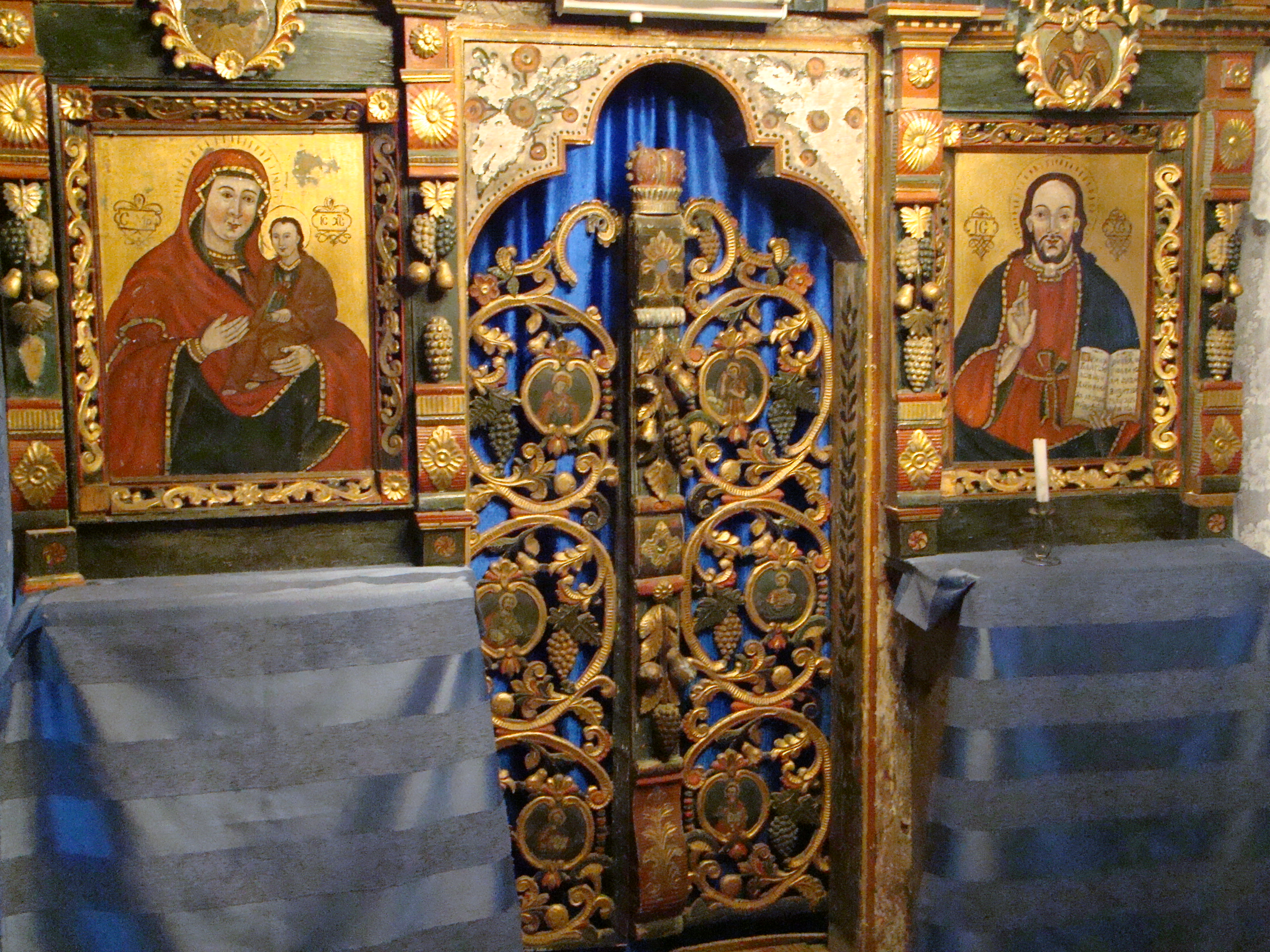
Uşi şi icoane împărăteşti

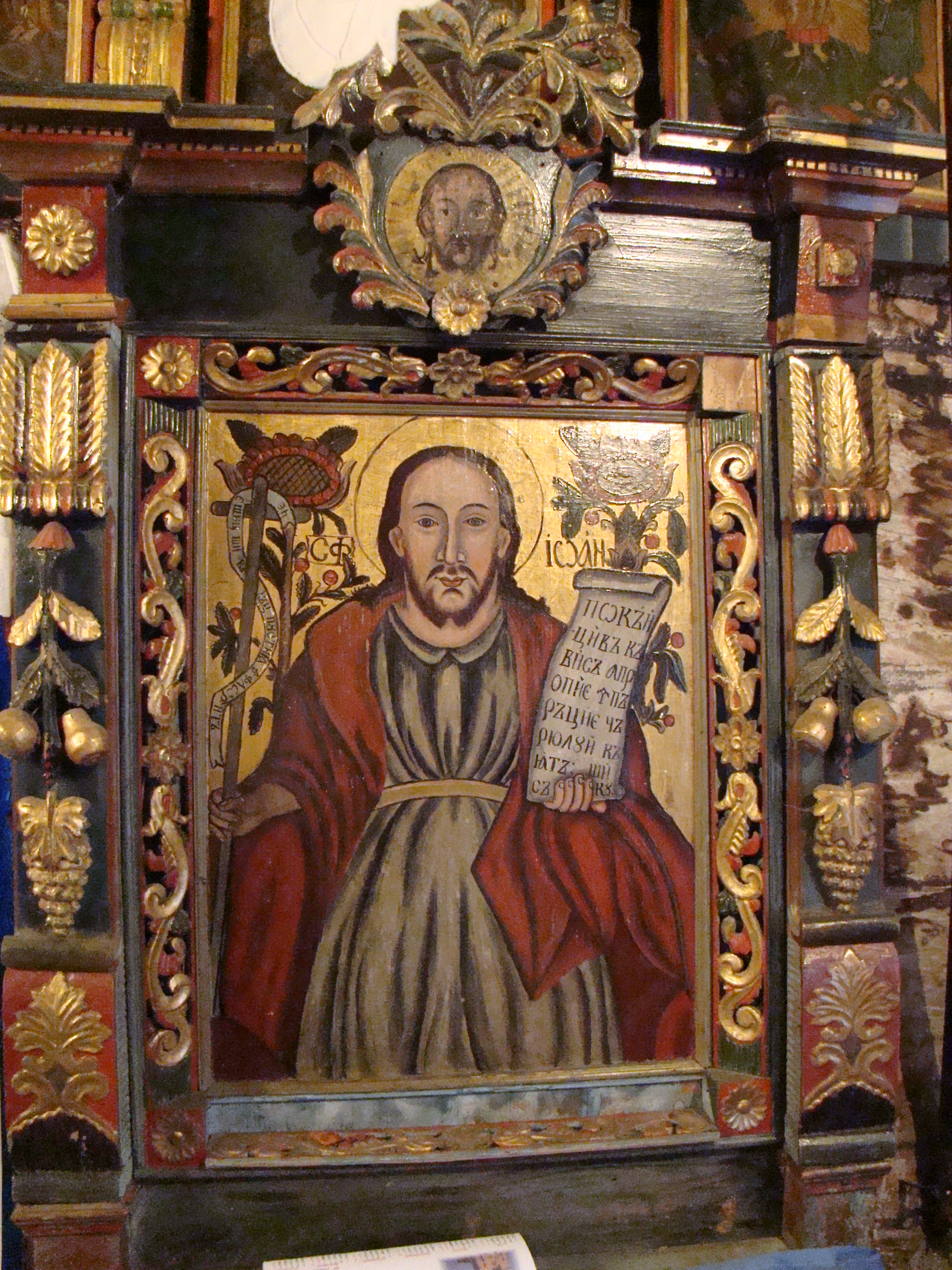
Icoană împărătească: Deisis

Biserica de lemn din Posta, comuna Remetea Chioarului, județul Maramureș datează din anul 1675 . Lăcașul are hramul „Sfântul Ilie” și figurează pe lista monumentelor istorice, cod LMI MM-II-m-A-04606.

## Istoric și trăsături
Construcția bisericii respectă stilul maramureșean, remarcându-se prin armonie și echilibru între părțile ansamblului. Pridvorul este susținut de patru stâlpi masivi din stejar uniți prin arcade largi, meșteșugit lucrate și este înconjurat de un parapet înfundat cu scânduri pe verticală și cu balustradă longitudinală sculptată în trepte simple. Acoperișul se pliază frumos peste corpul bisericii, punând în evidență silueta zveltă a turlei înaltă de 30 m.Turla mare are o replică mai mică în partea opusă a acoperișului de pe naos, care face legătura printr-un semicoif cu acoperișul altarului situat cu o treaptă mai jos. Turlele sunt prevăzute cu cruci frumos elaborate, din care nu lipsește Semiluna, simbol al puterii turcești, așezat acolo ca avertisment pentru năvălitorii tătari, care făceau dese incursiuni de pradă în zonă. Fațada are două semicoifuri situate, unul deasupra intrării pridvorului, și altul mai sus la baza turnului principal.
Pictura în ulei pe pânză, realizată pe la 1781 de zugravul Ștefan din Șișești, se păstrează parțial, putându-se distinge pe boltă Sfânta Treime înconjurată de îngeri și patru serafimi, iar alături scena cu ridicarea la cer a Sfântului Ilie și Scara lui Iacov. Iconostasul se remarcă prin deosebita frumusețe a ușilor împărătești decorate în reliefuri cu motivul viței-de-vie și a icoanelor împărătești cu rame, ce au sculptate motive florale aurite, pe fond albastru. Fiecare icoană are câte un medalion mic deasupra, ce vine să completeze tematic icoana prin conținutul său imagistic. Frumos realizat este și registrul de sus al tâmplei, unde Isus răstignit este vegheat de Maica Sfântă și Ioan, prezentați în medalioane, în timp ce spațiile libere sunt împodobite cu reliefuri, ce redau vrejuri cu flori și viță-de-vie sub formă stilizată. Alături de icoanele pe lemn, în biserică se mai păstrează și un potir frumos ornamentat.

## Imagini din exterior

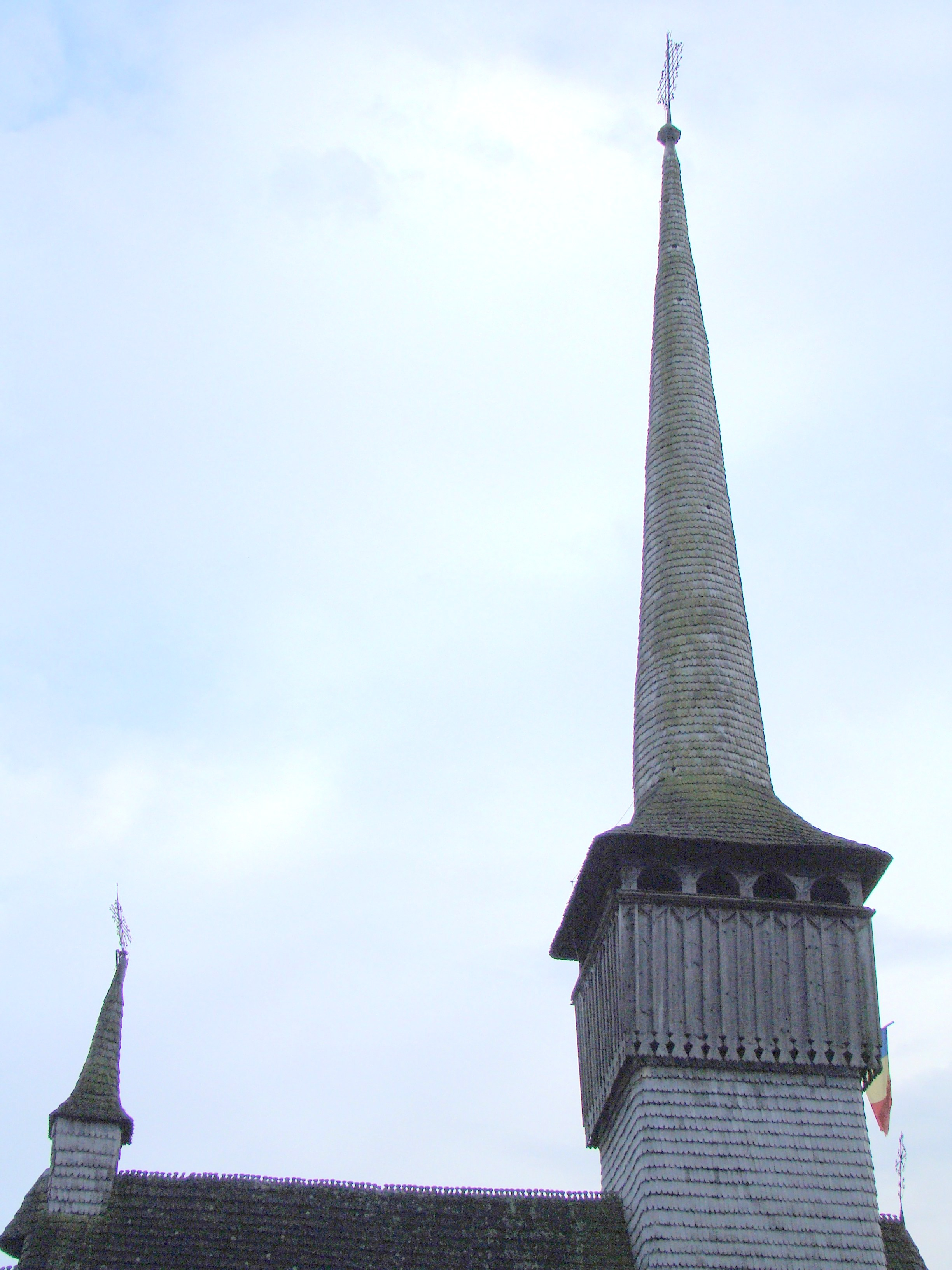
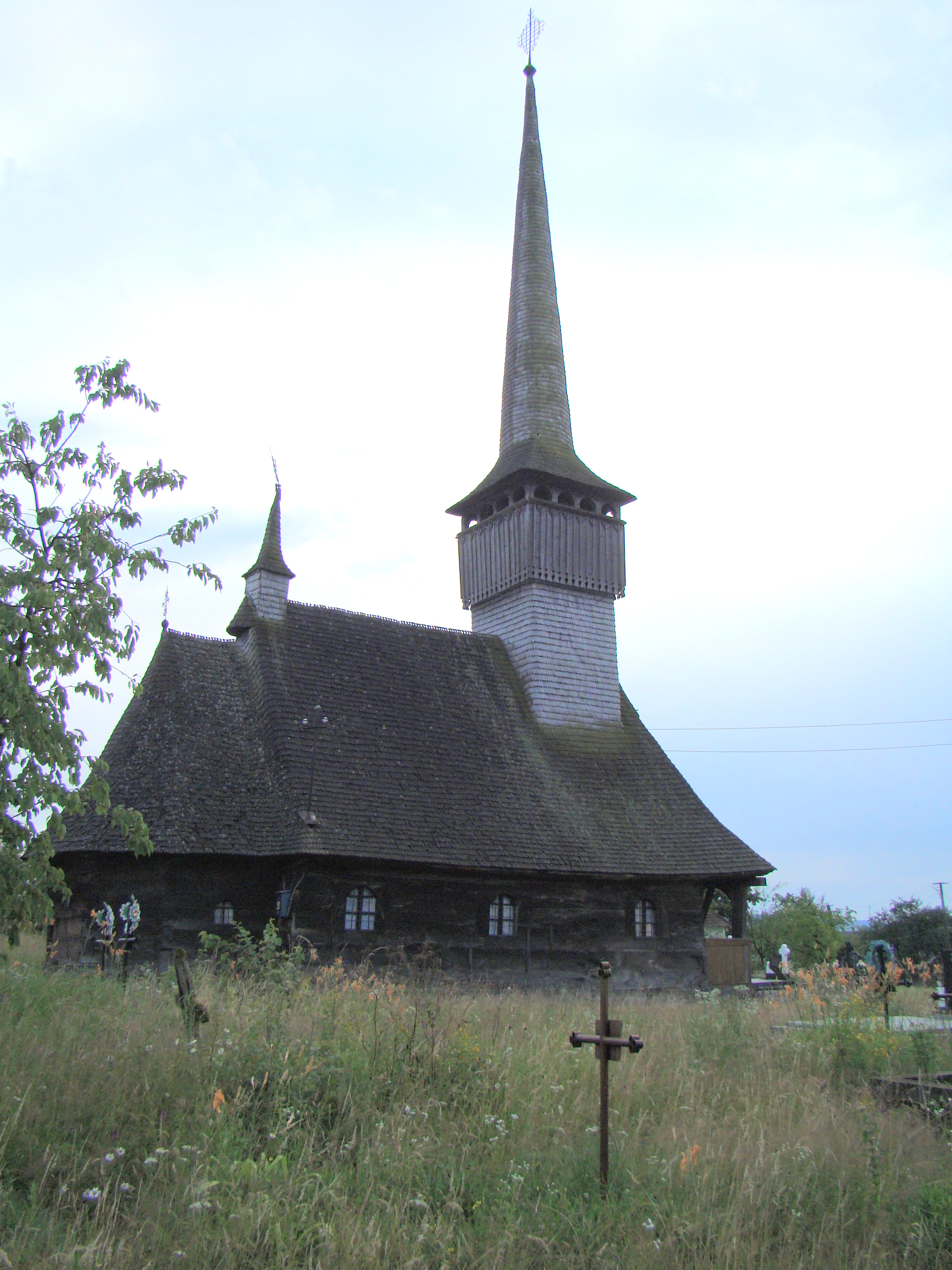
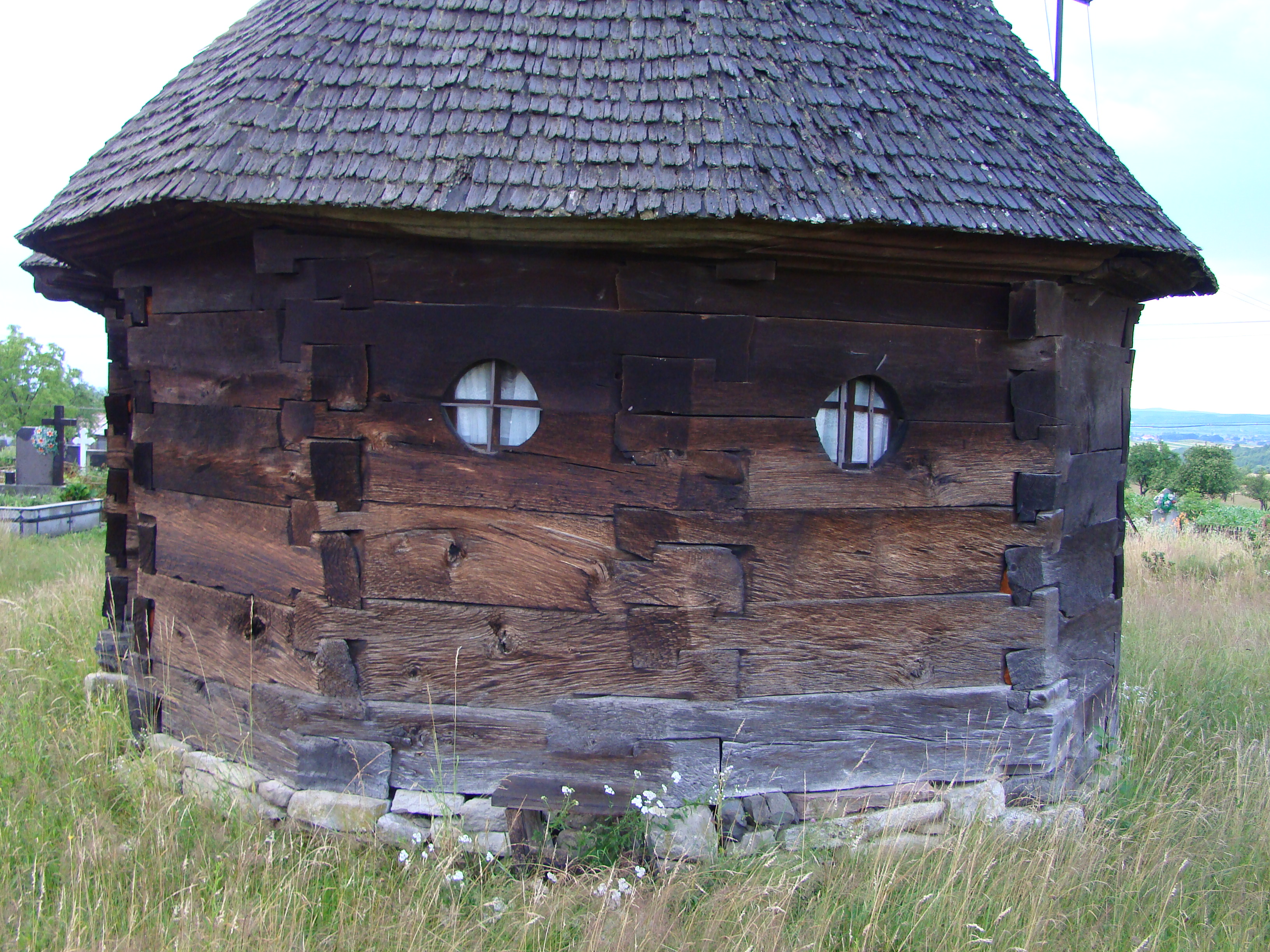
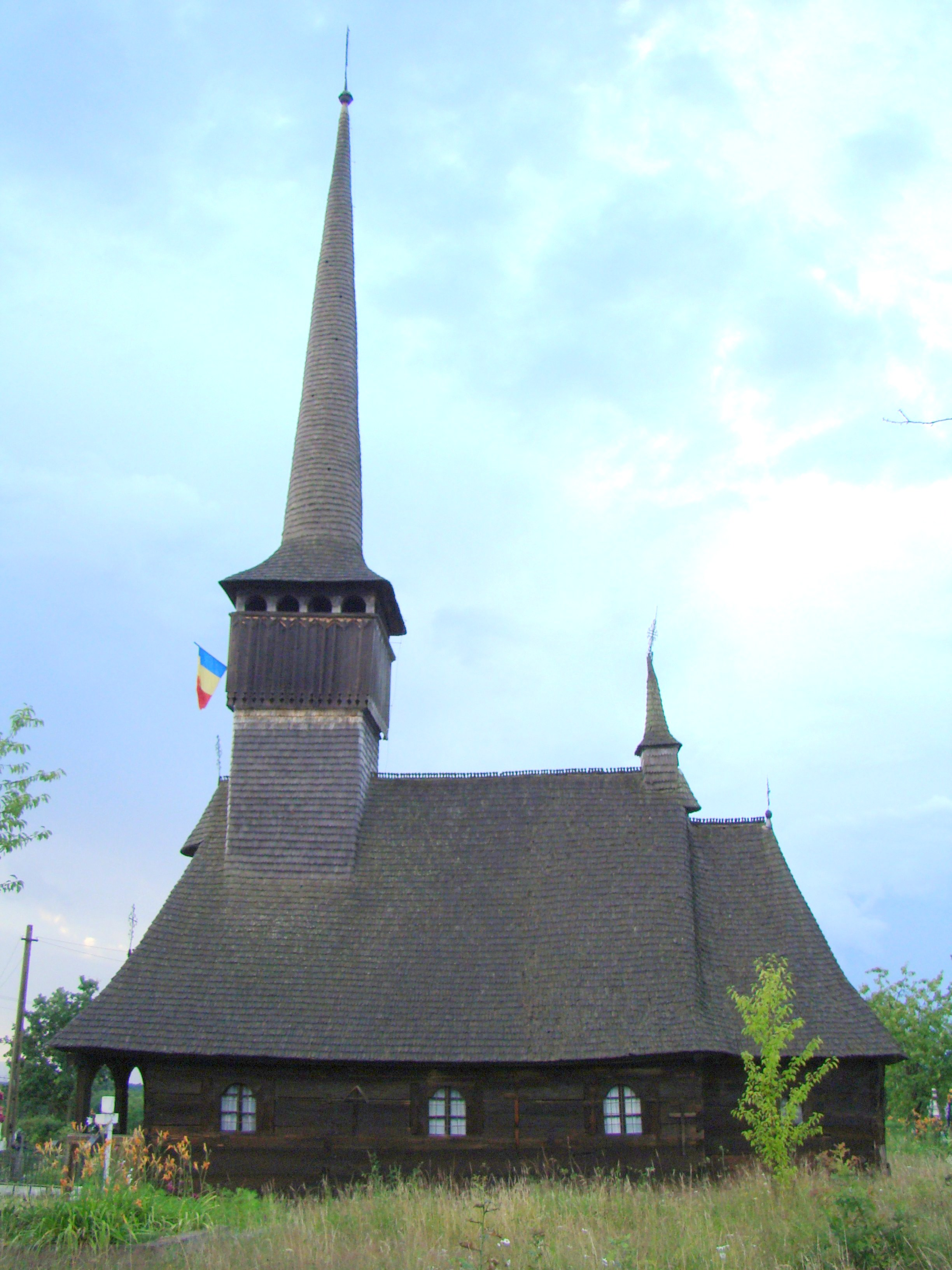
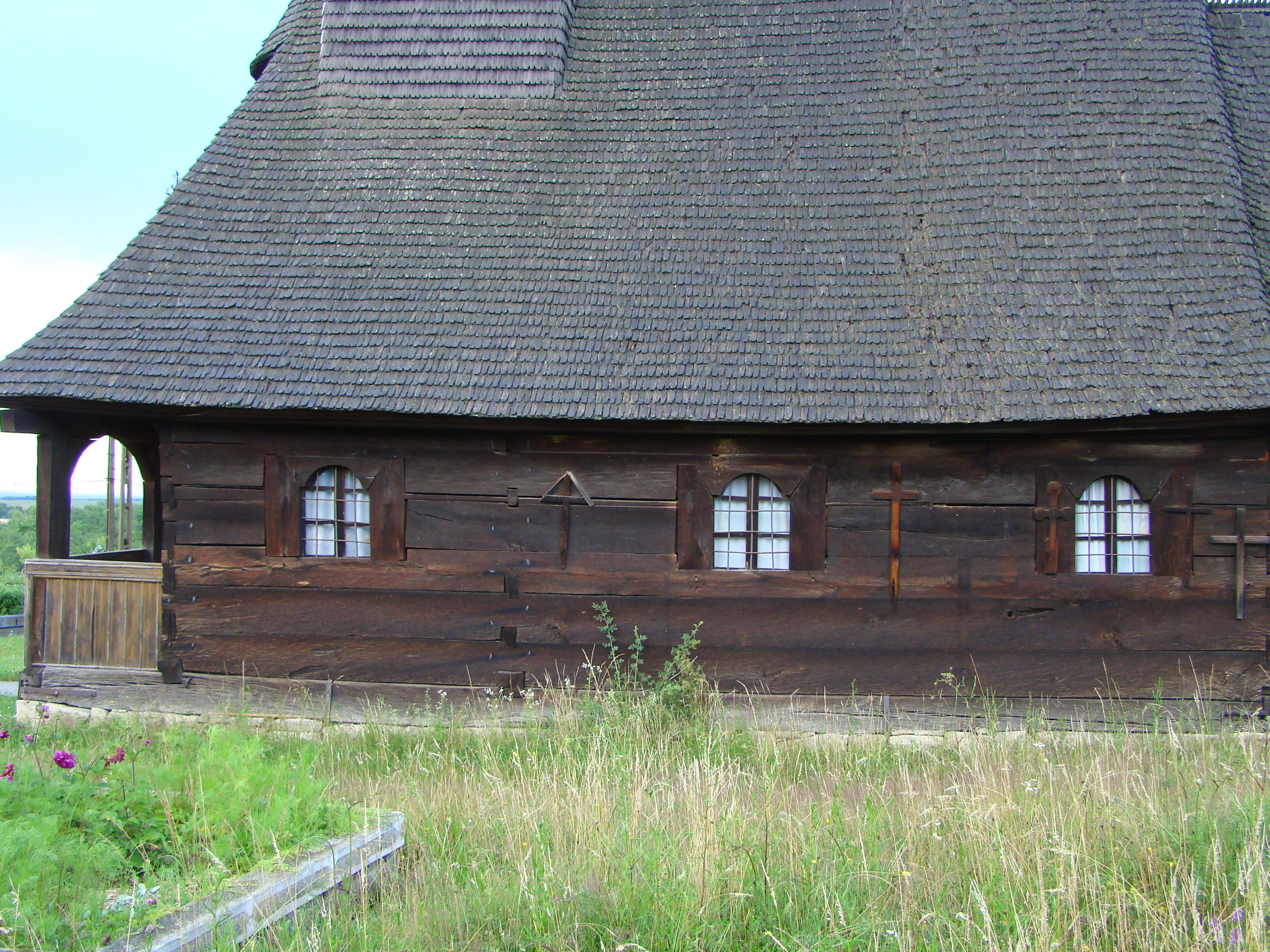
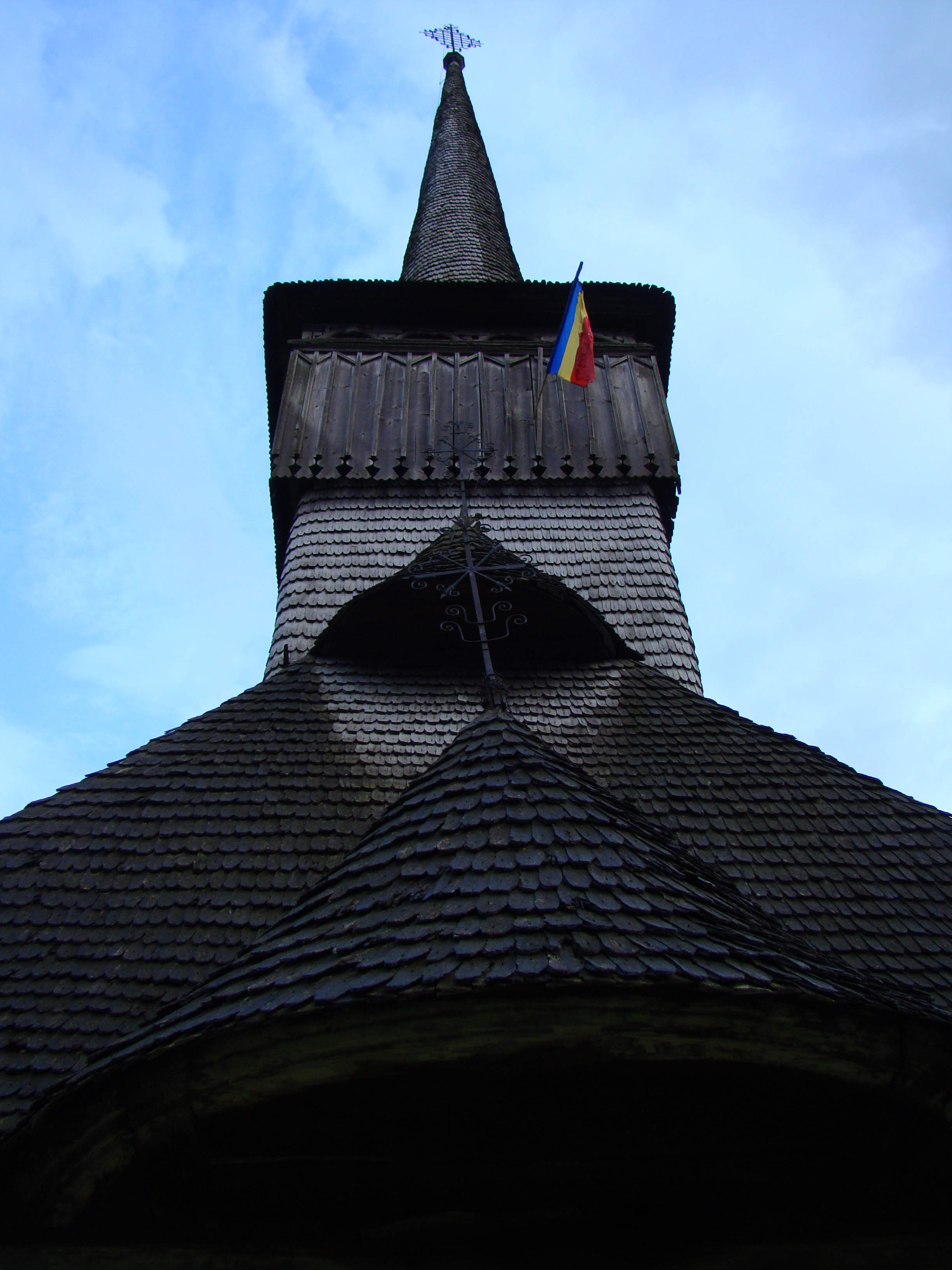
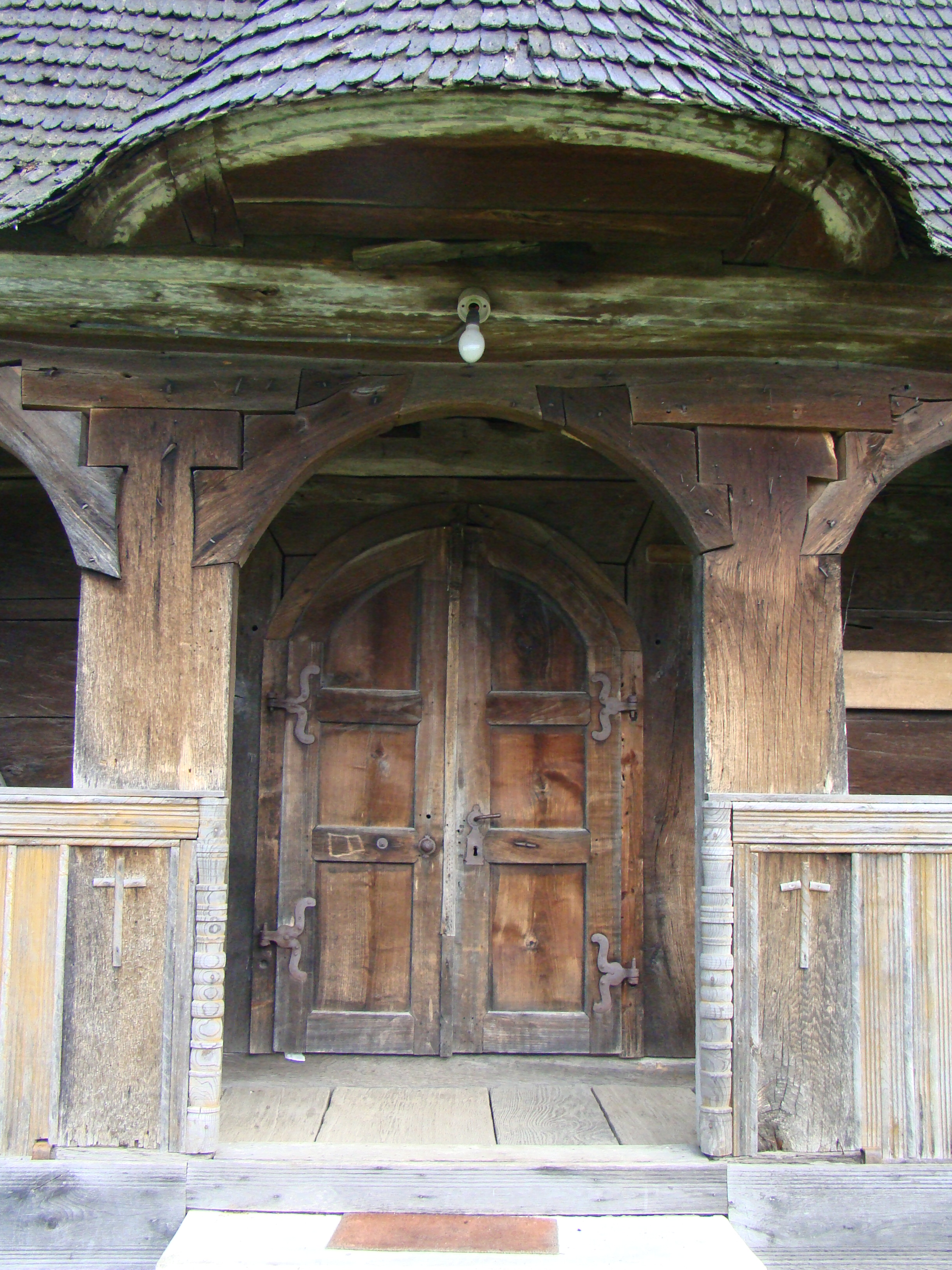
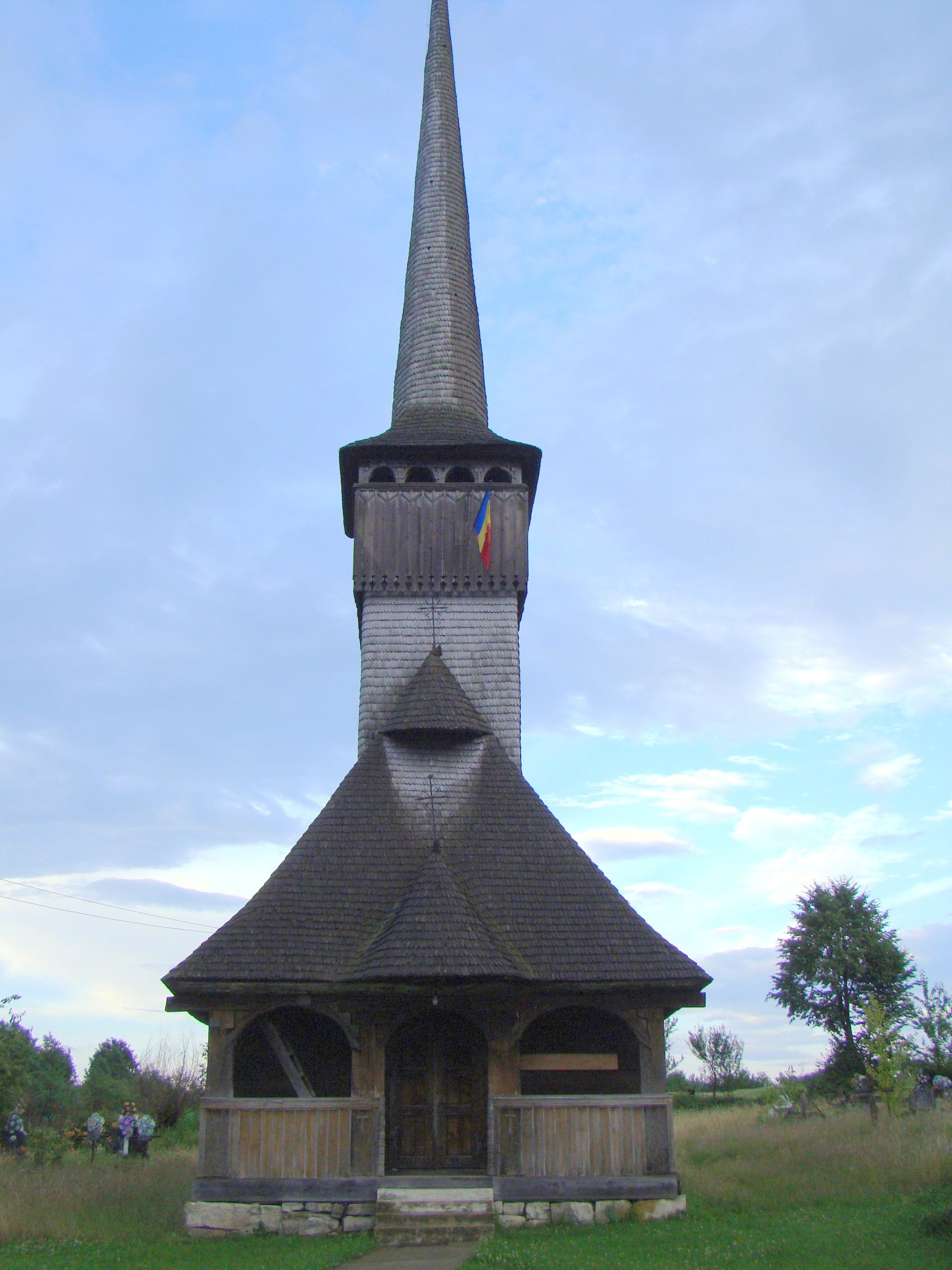
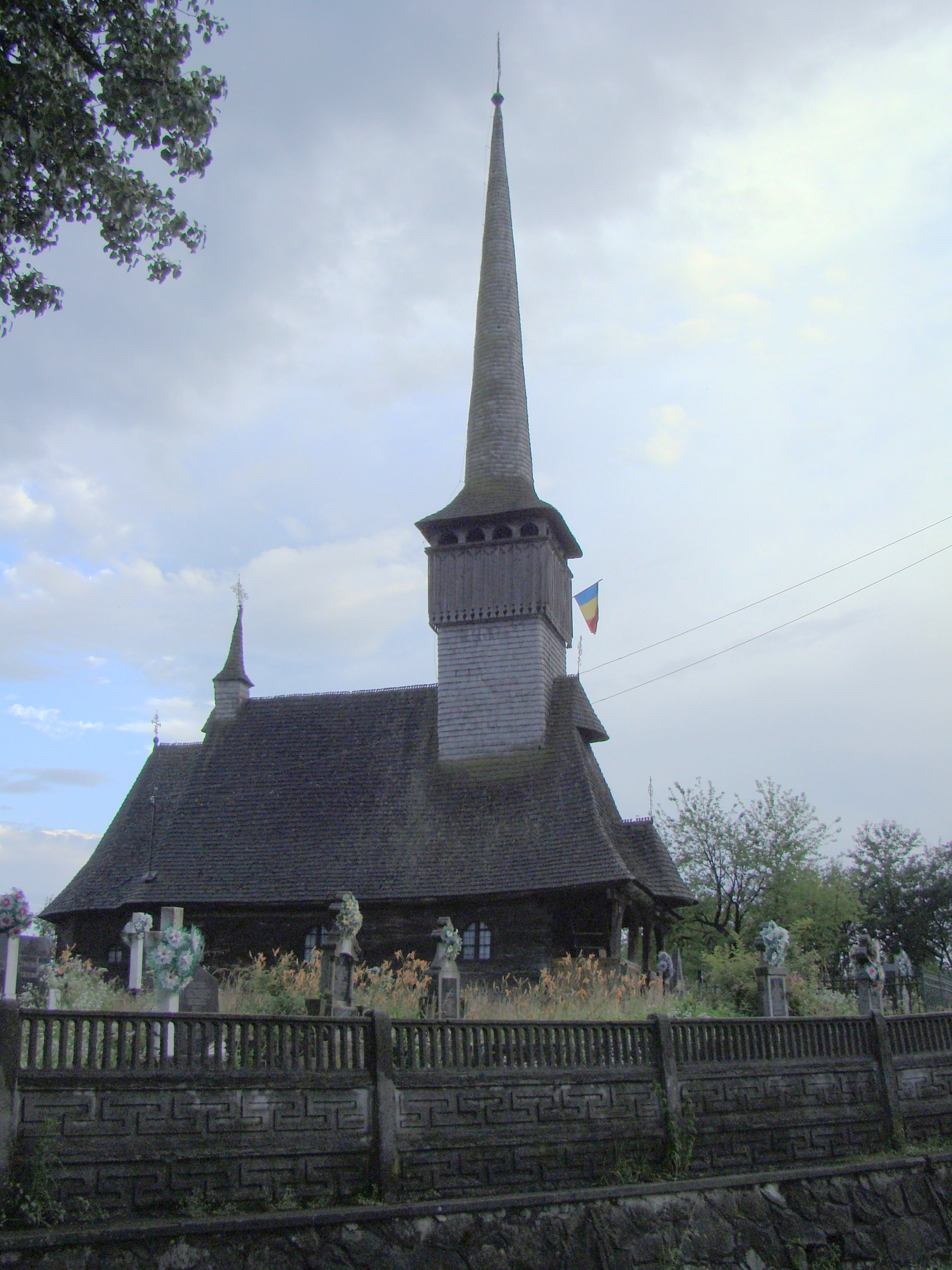
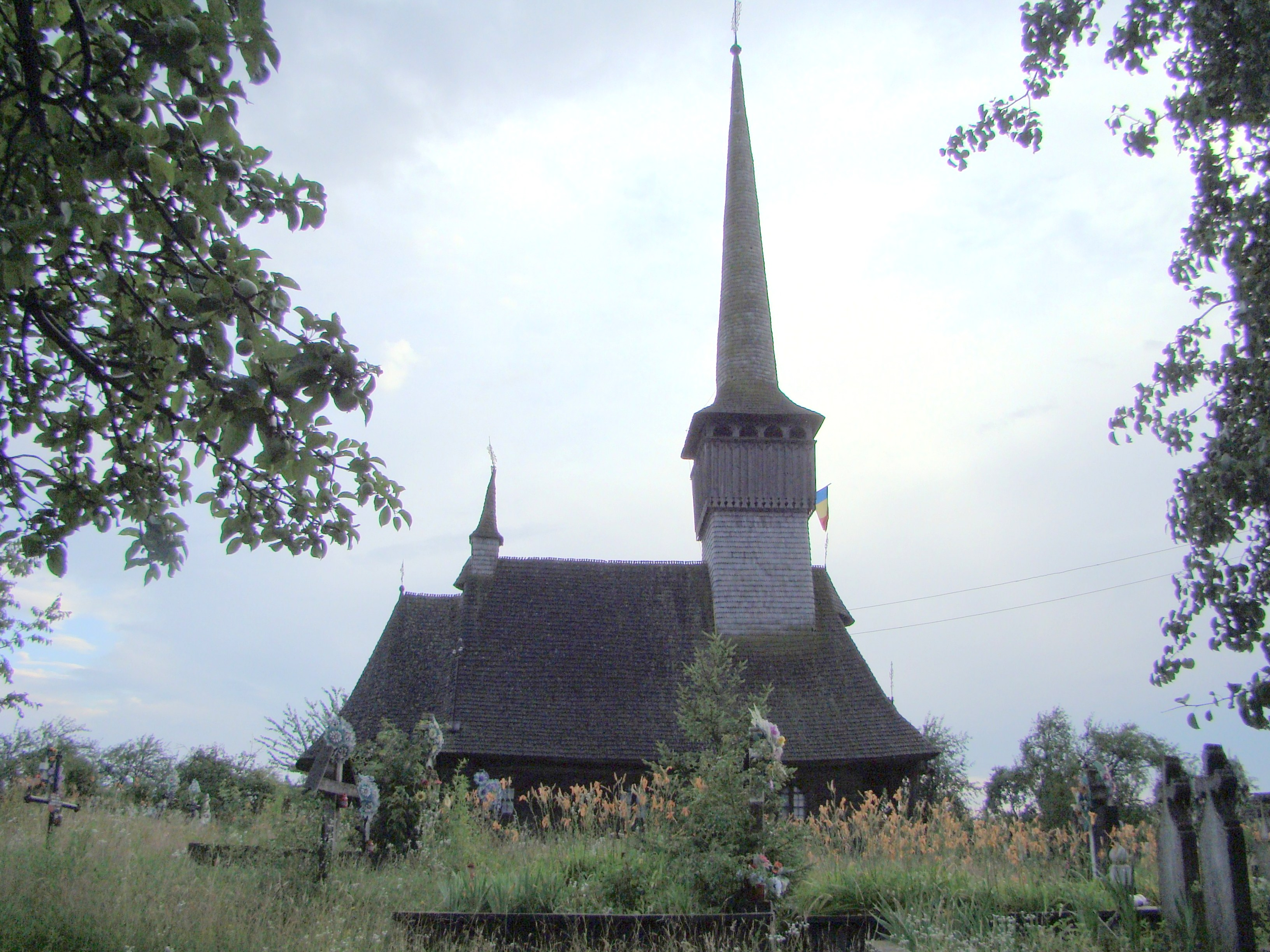
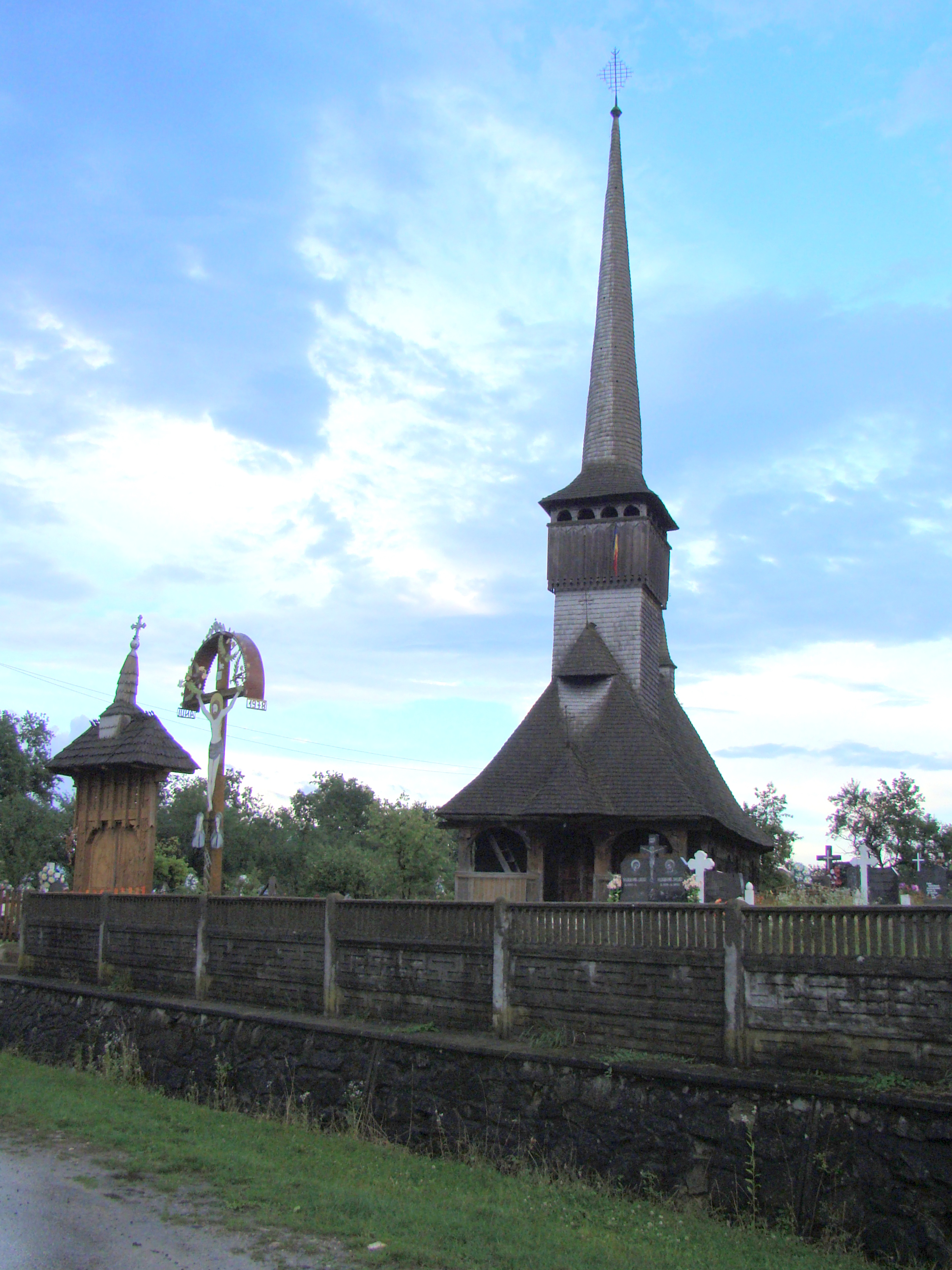

## Imagini din interior

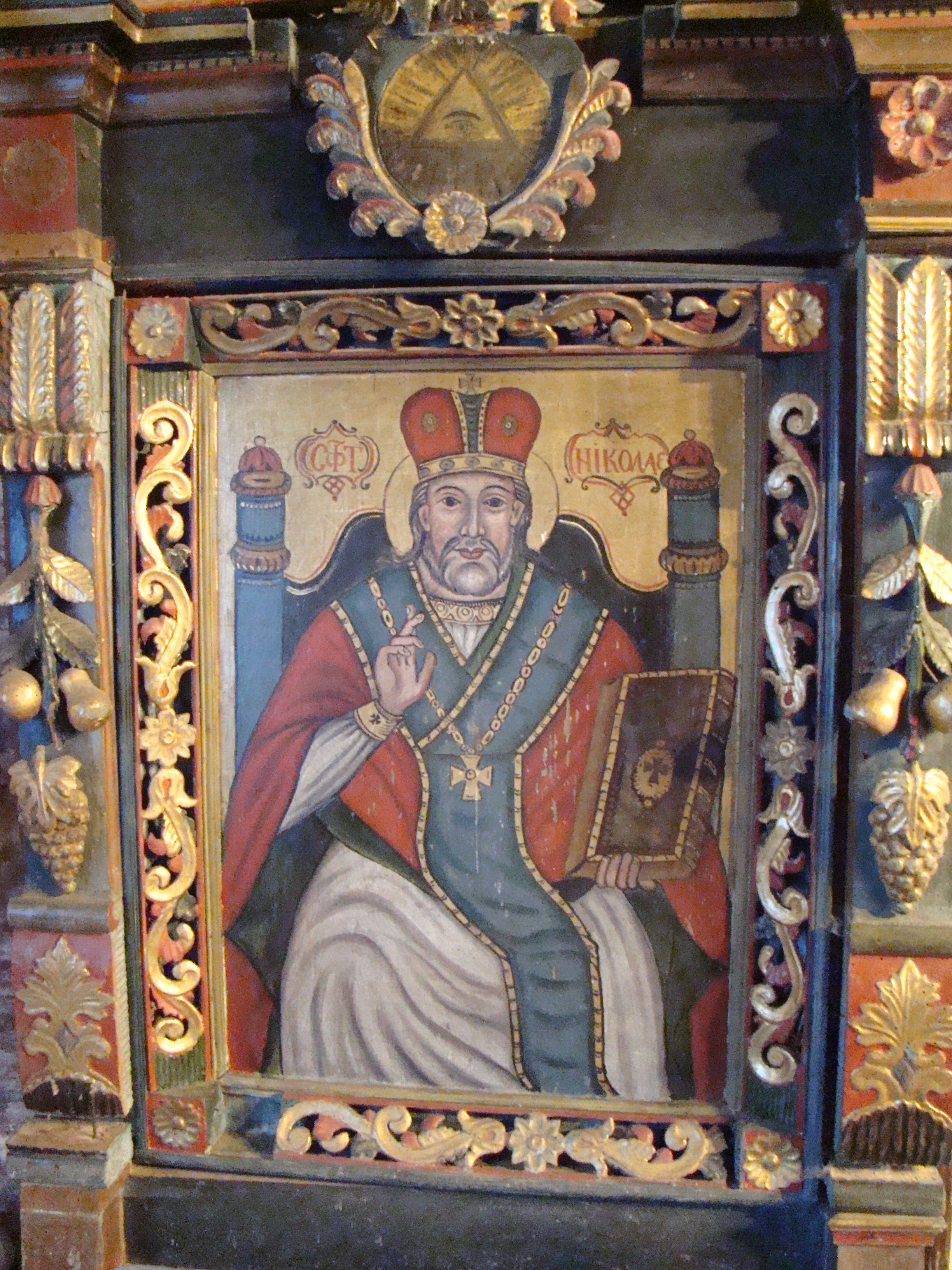
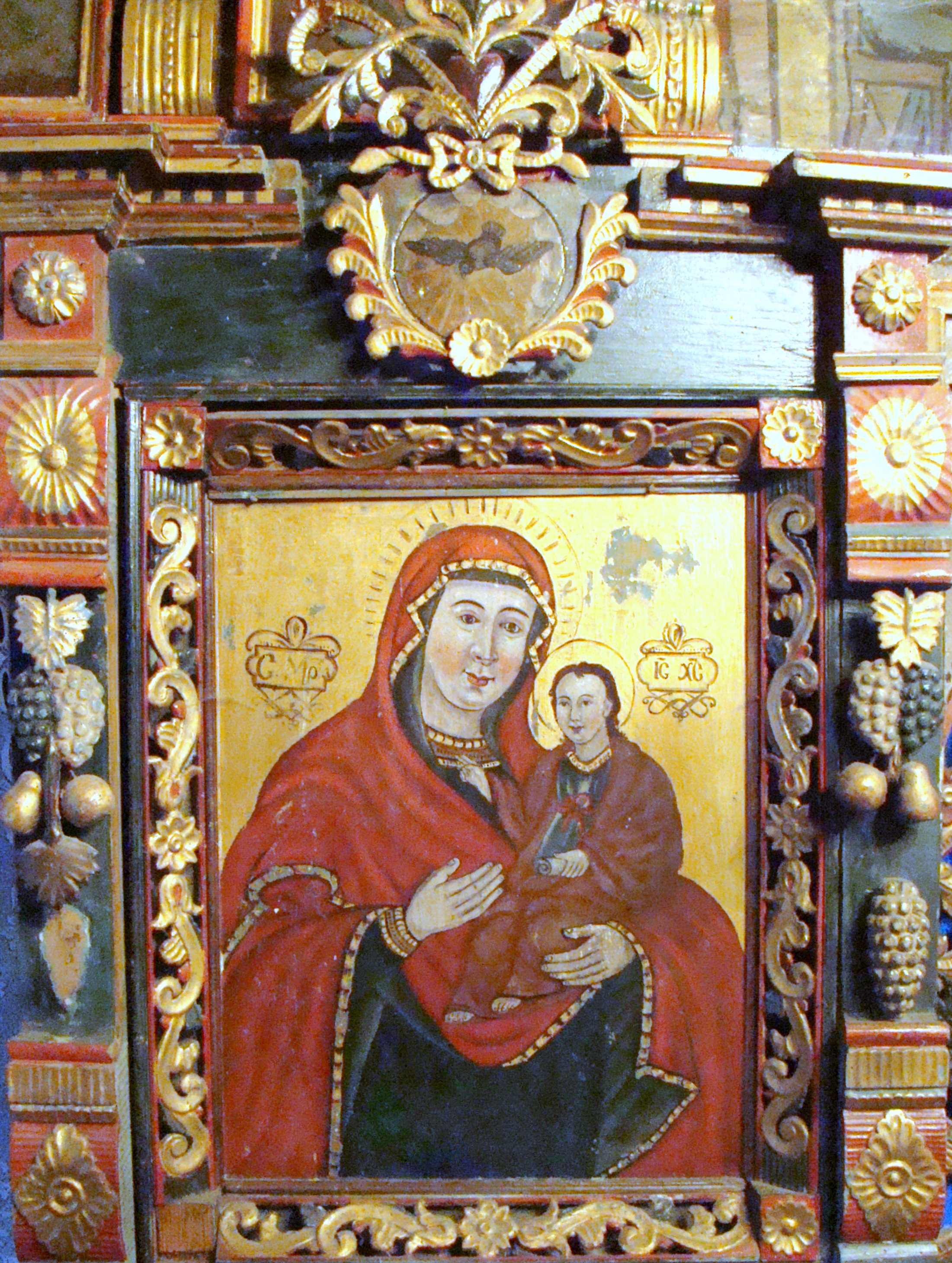
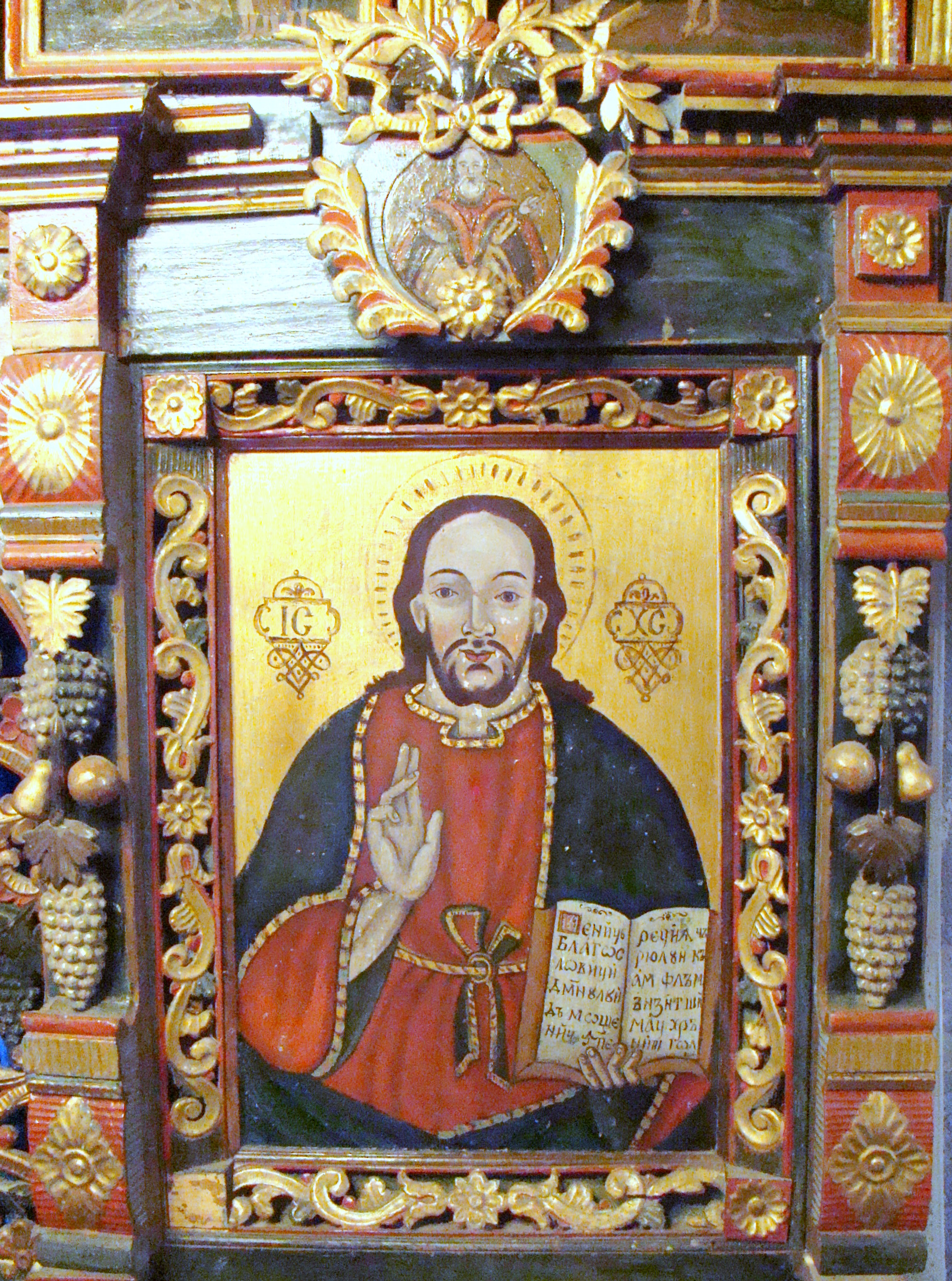
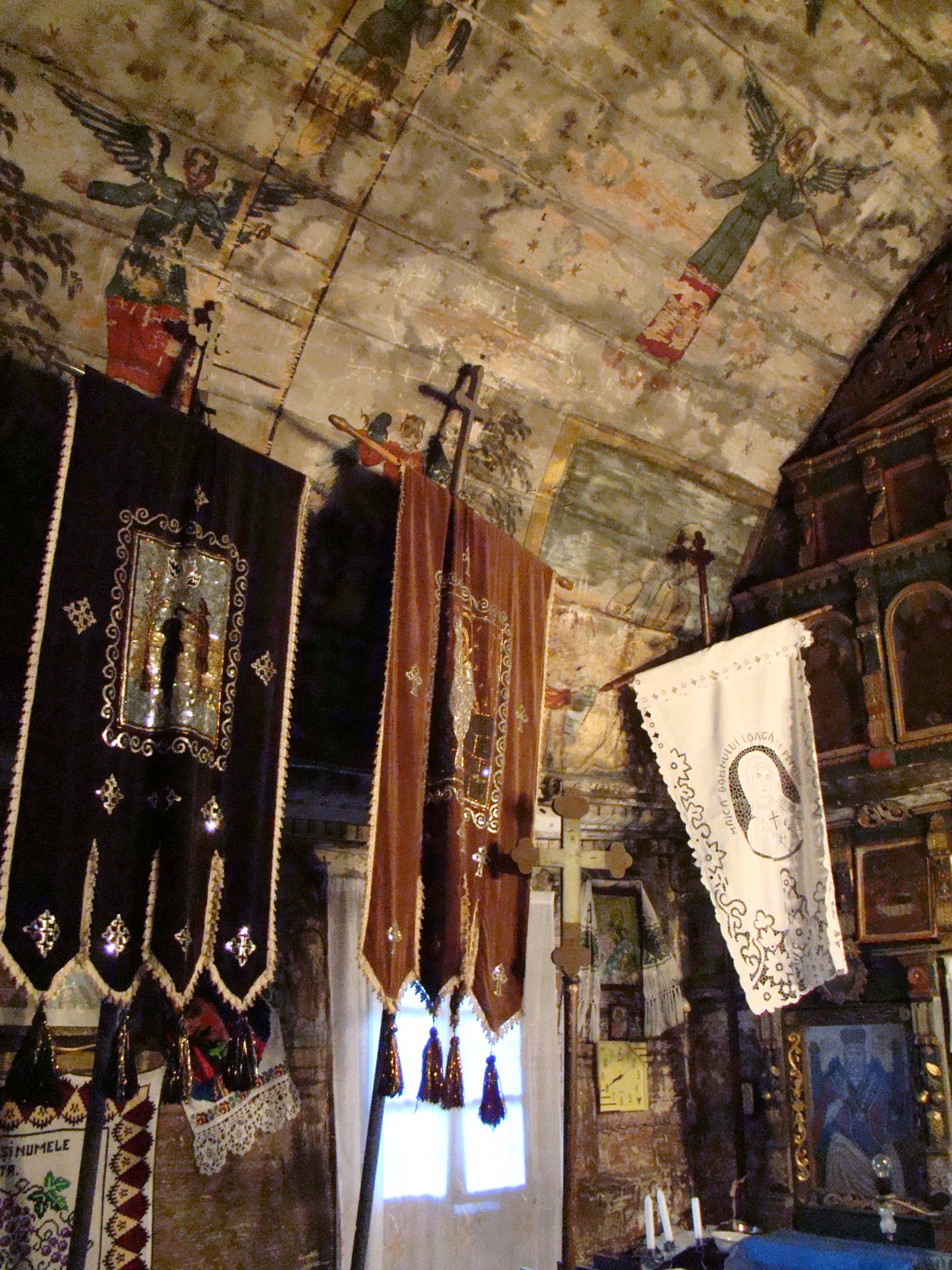
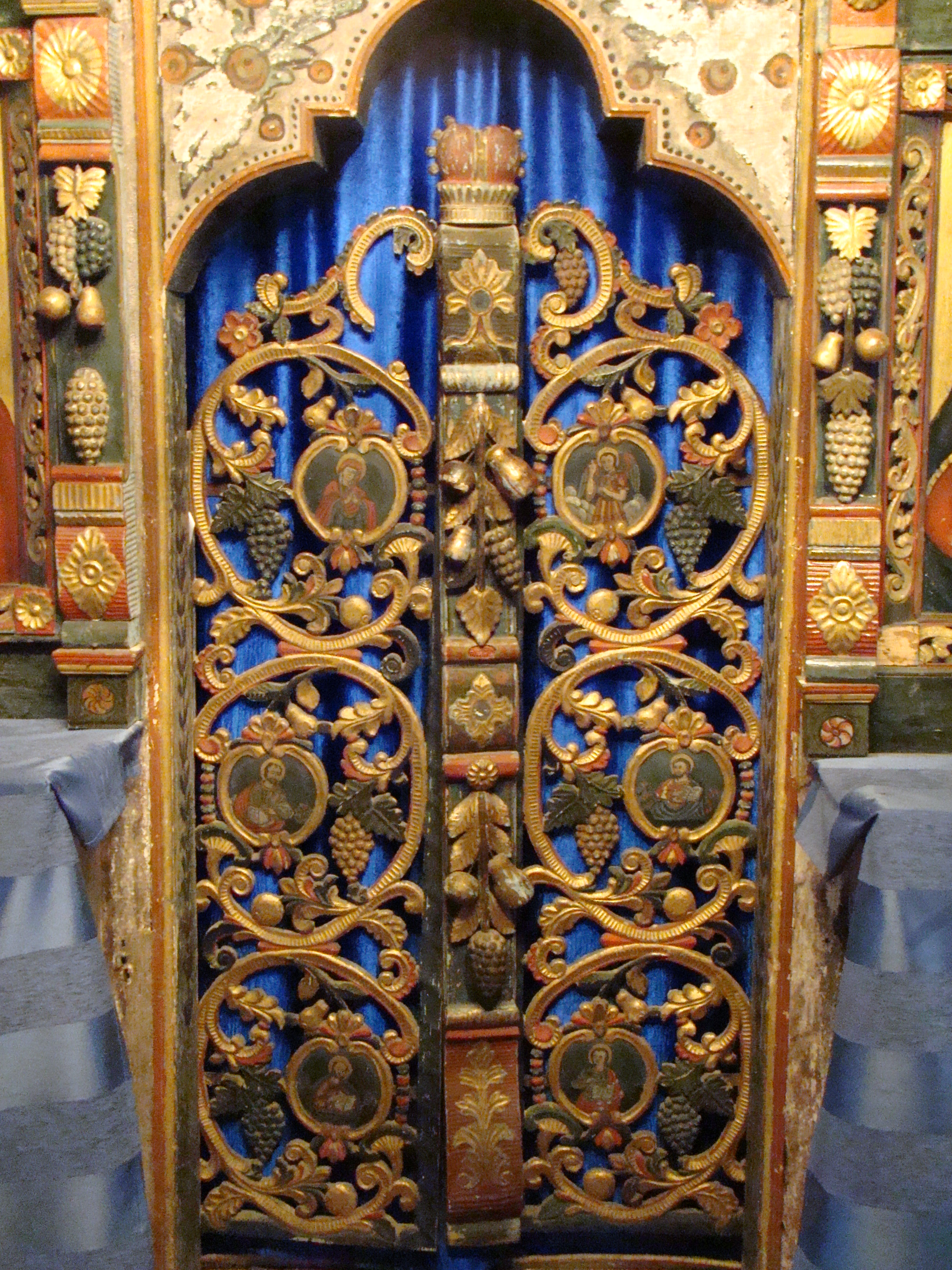
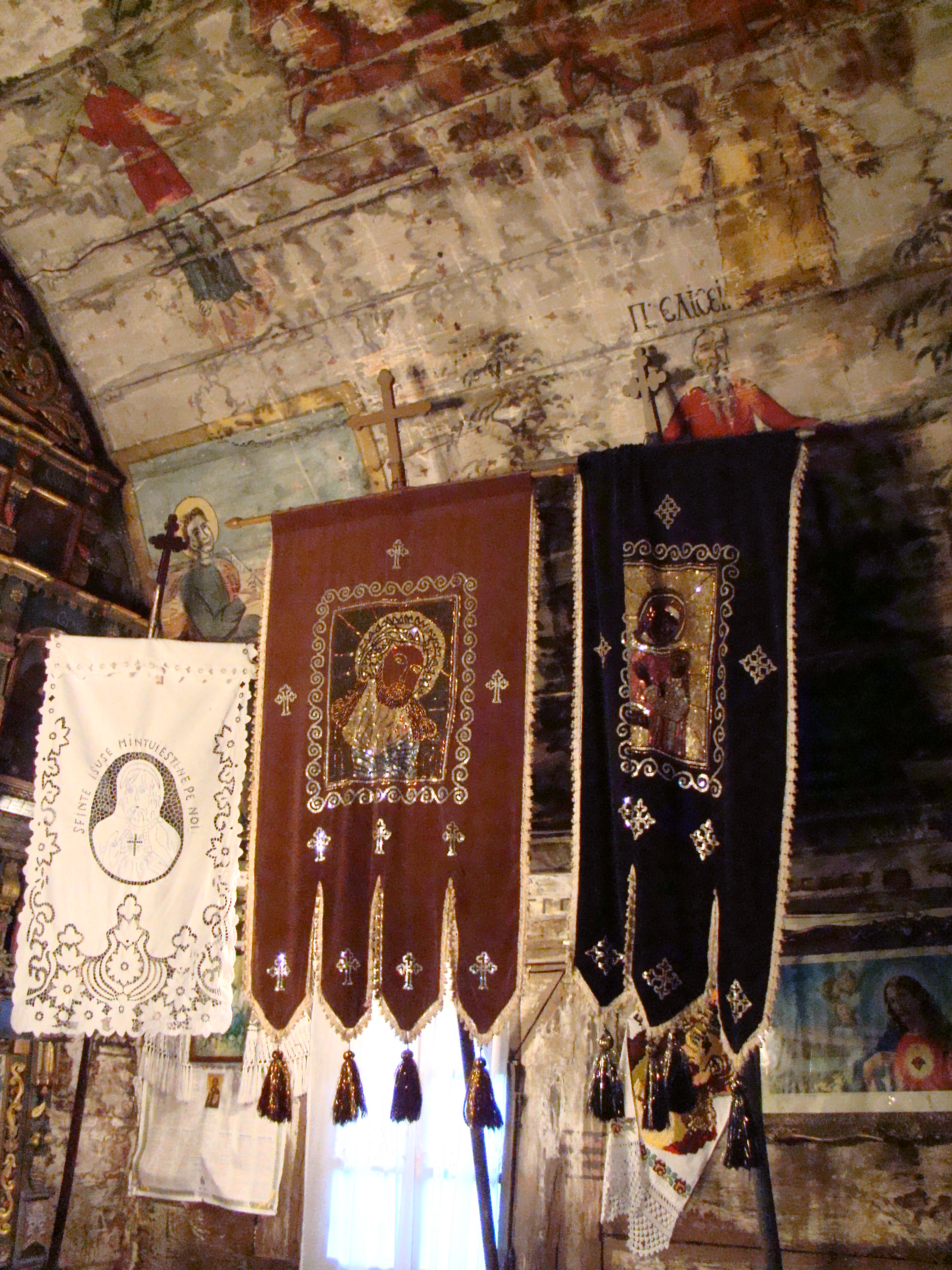
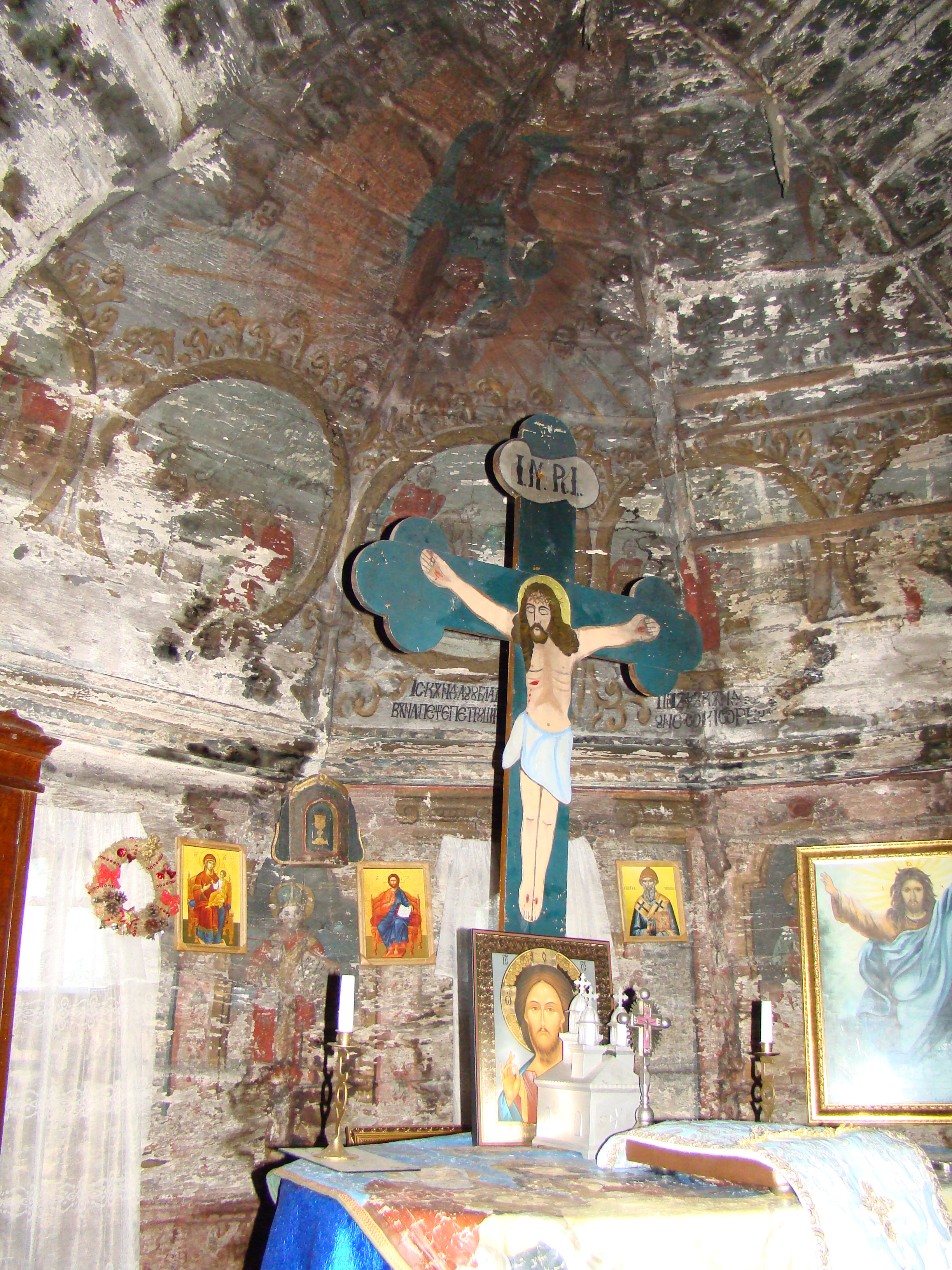
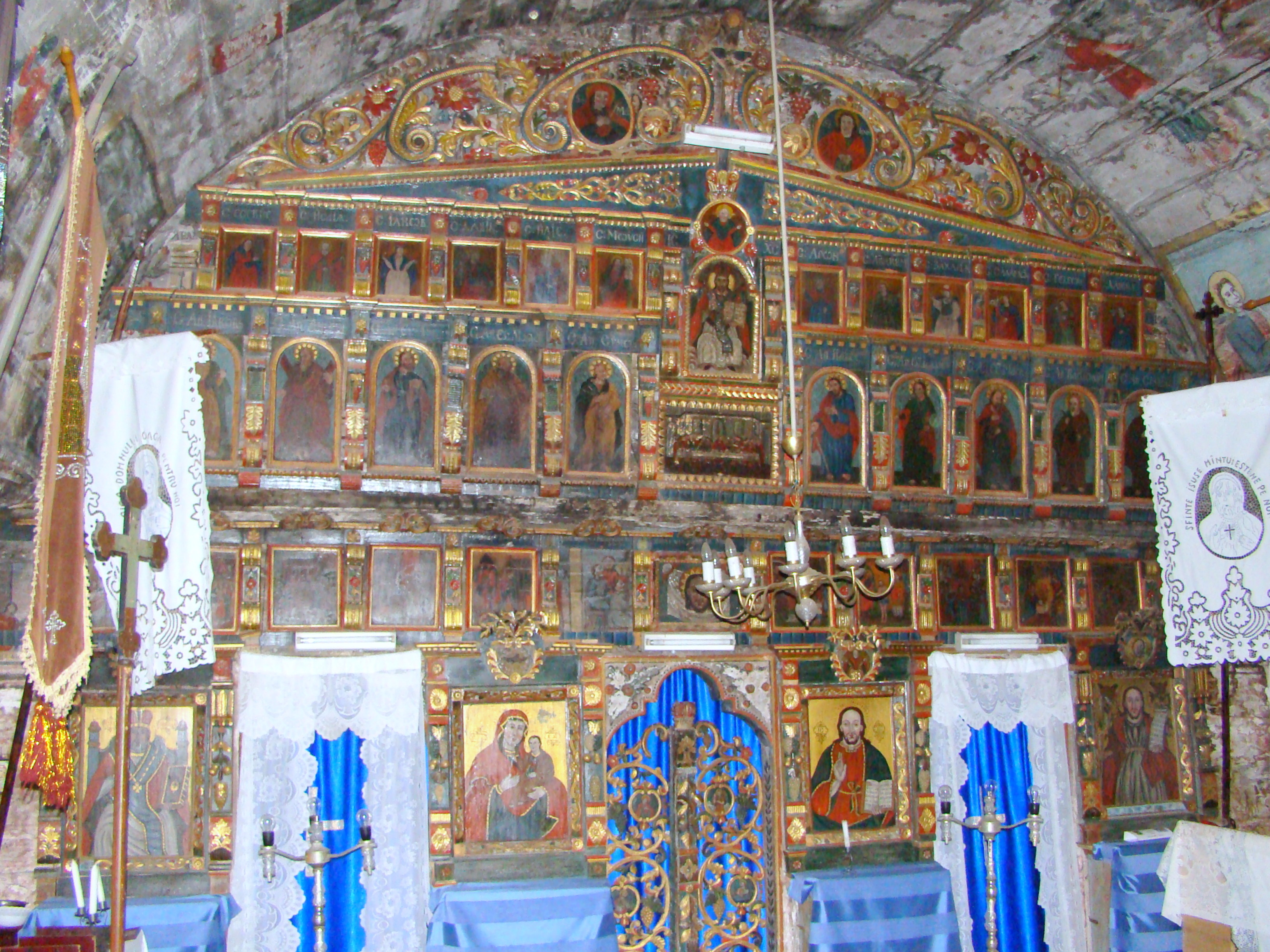
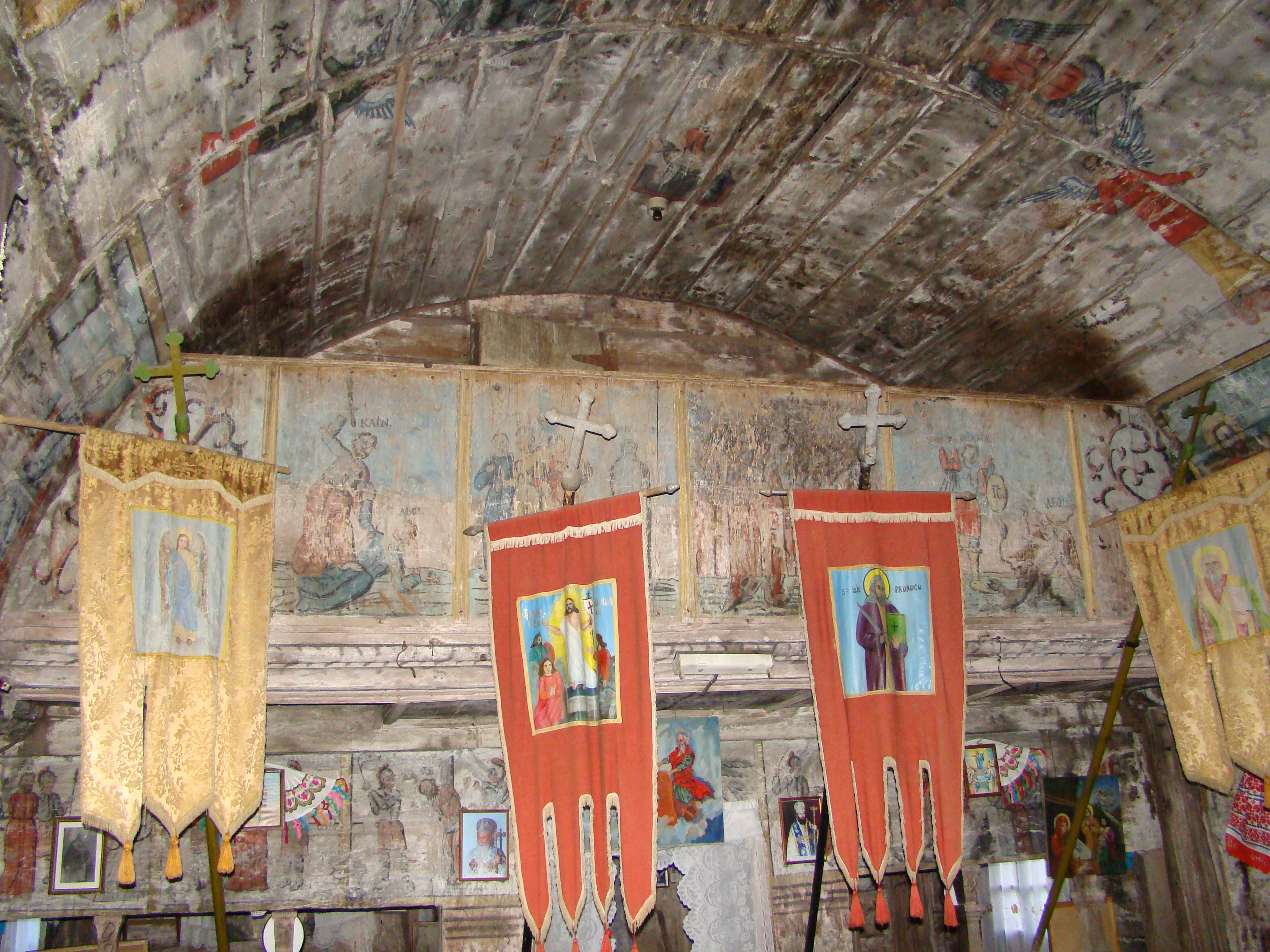
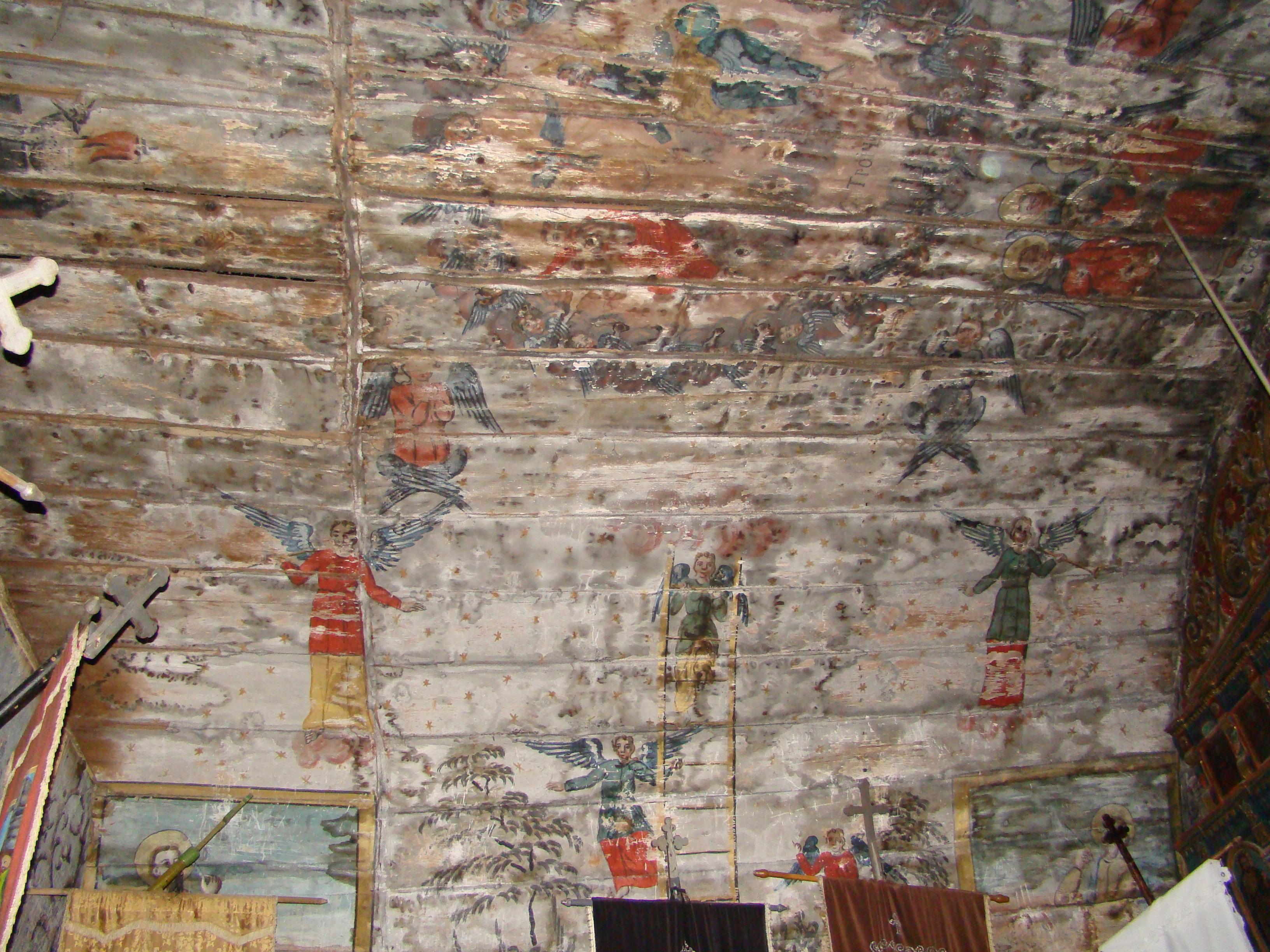
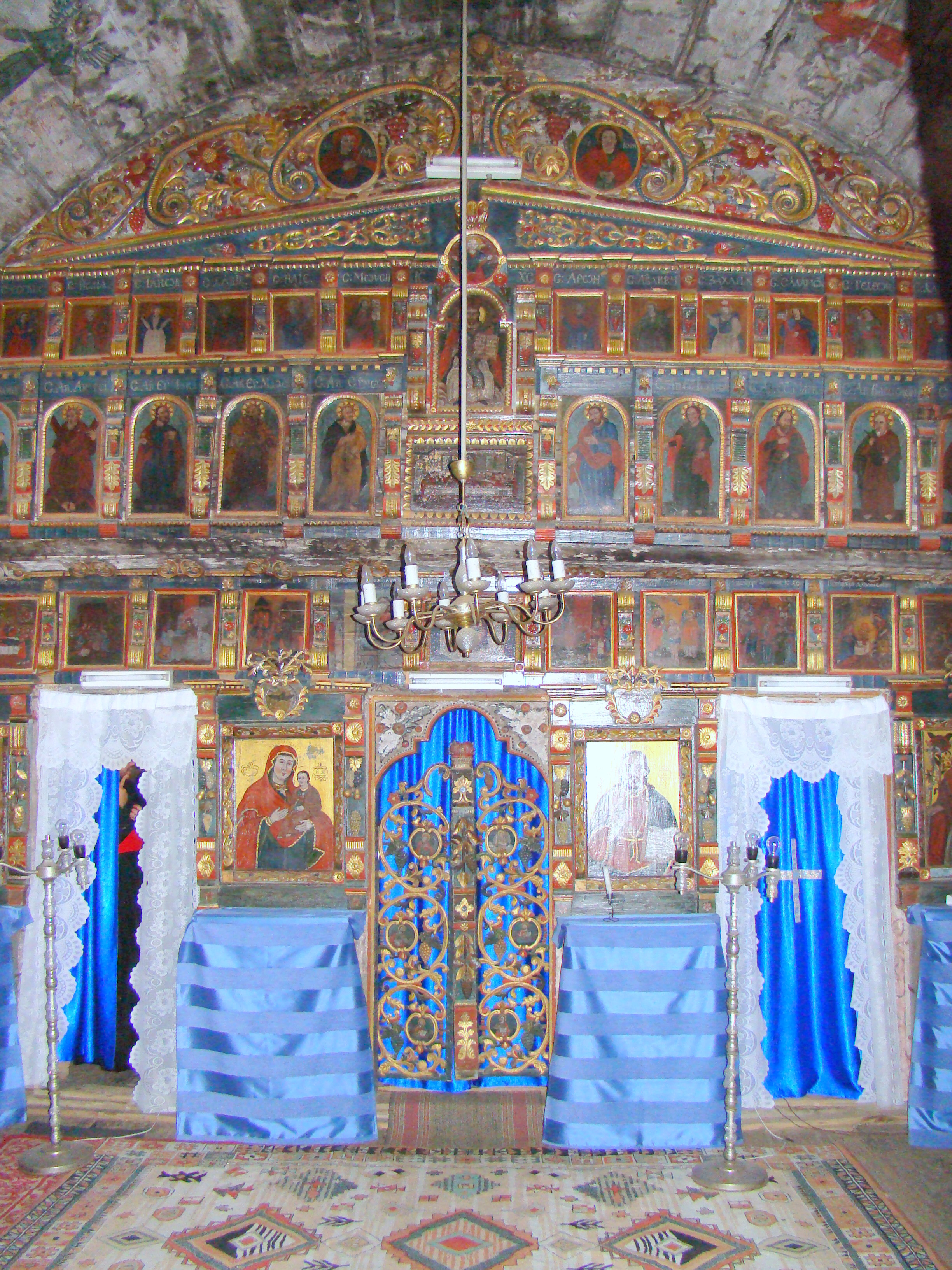
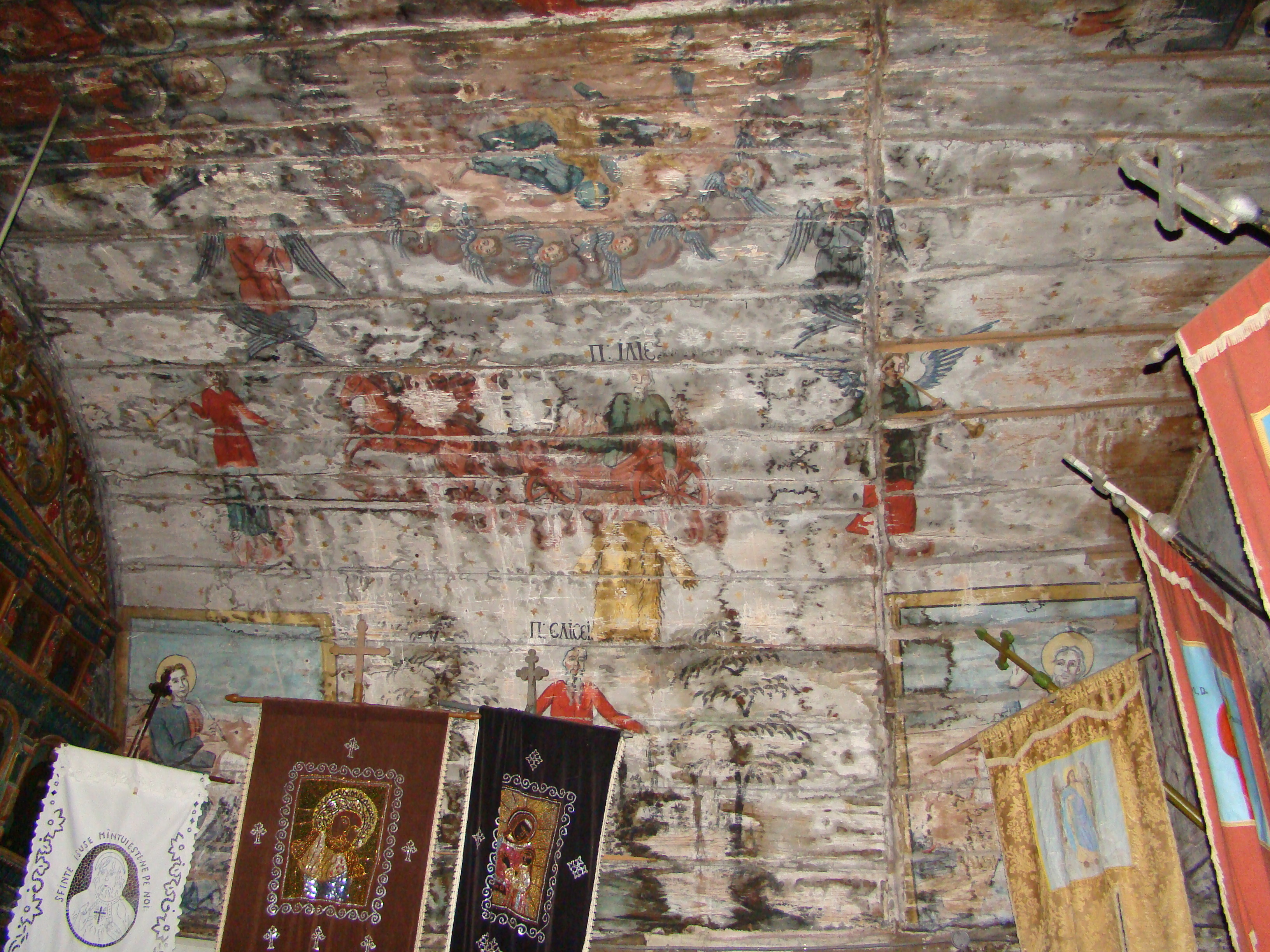
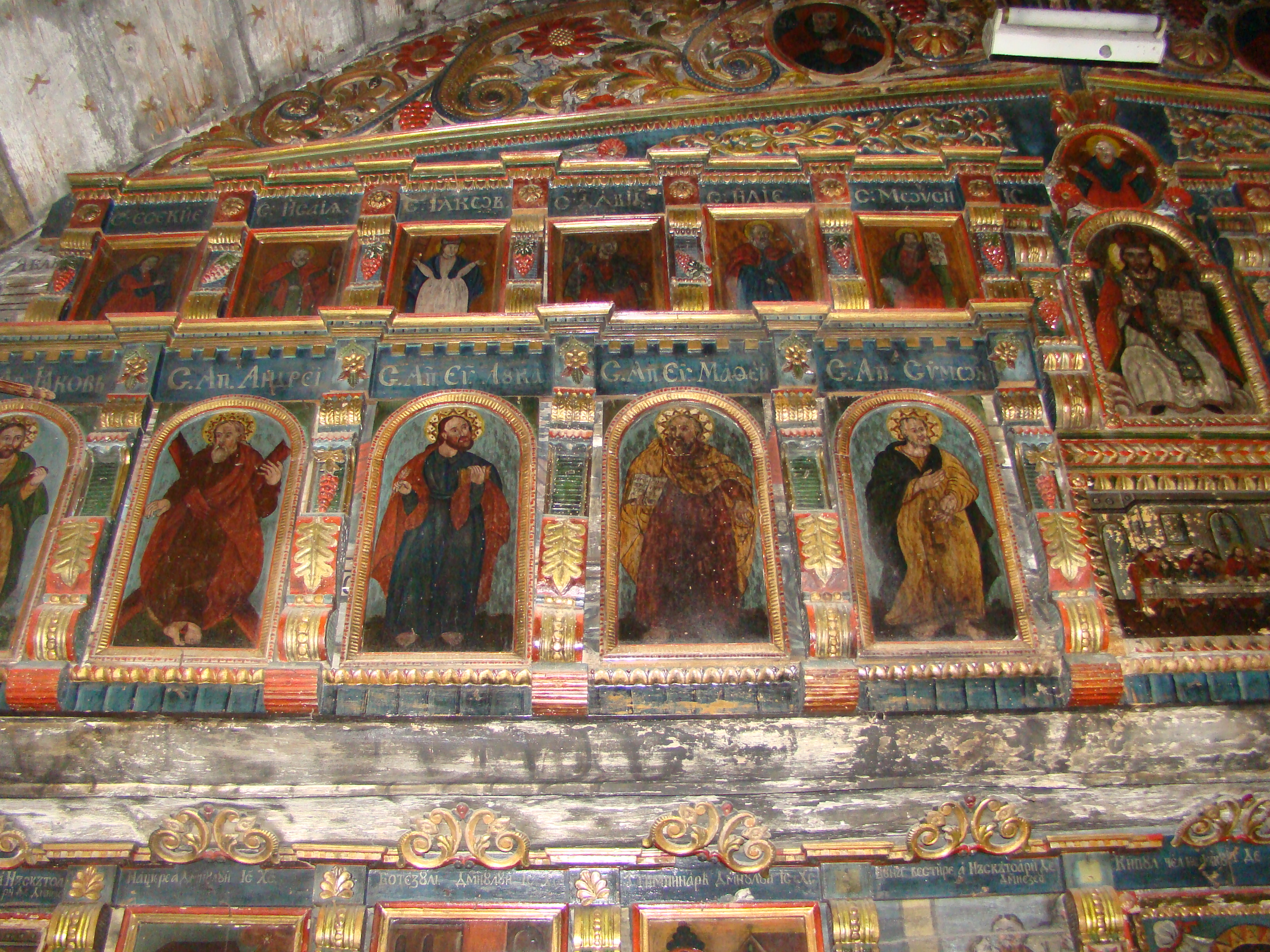
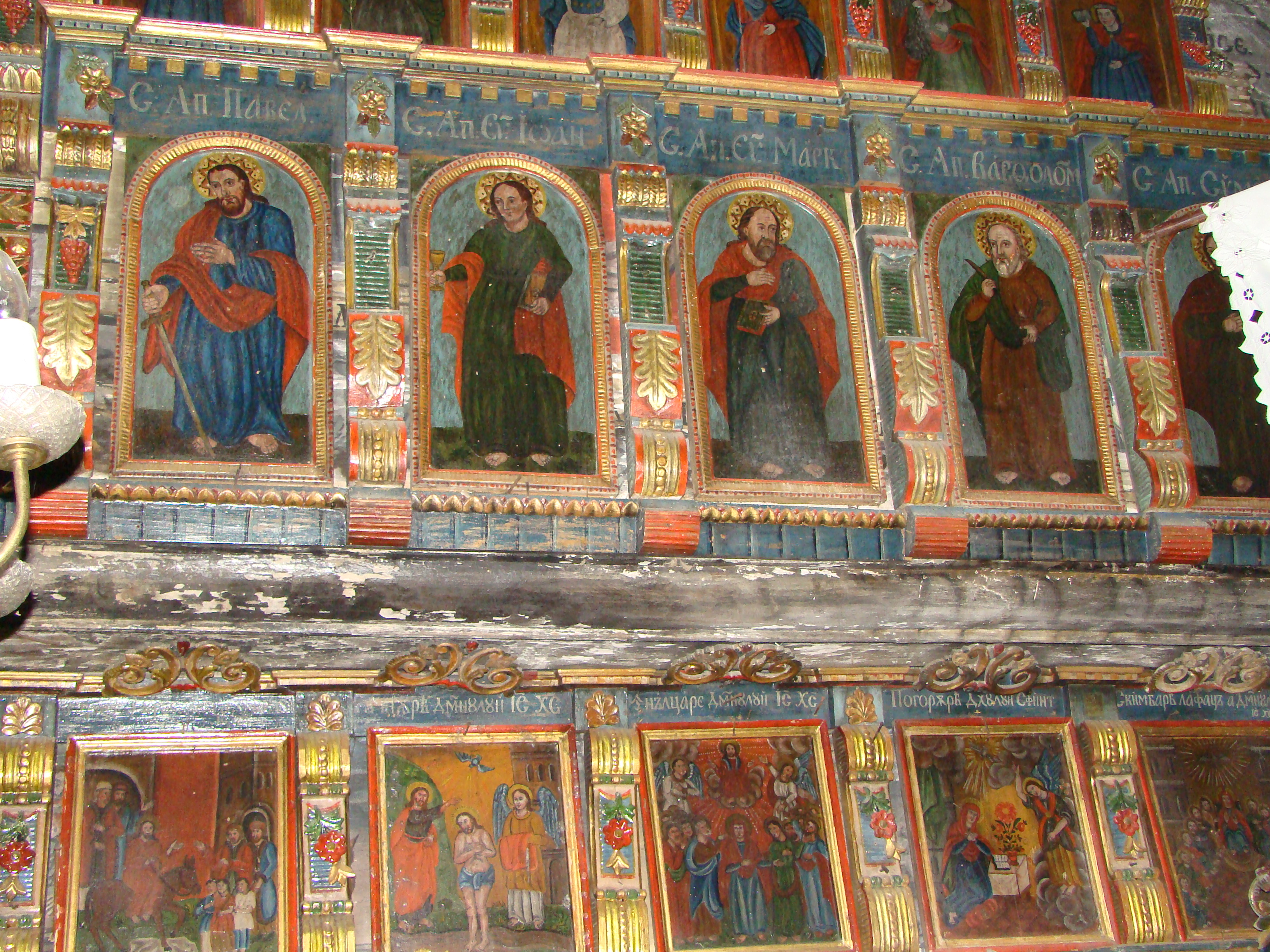
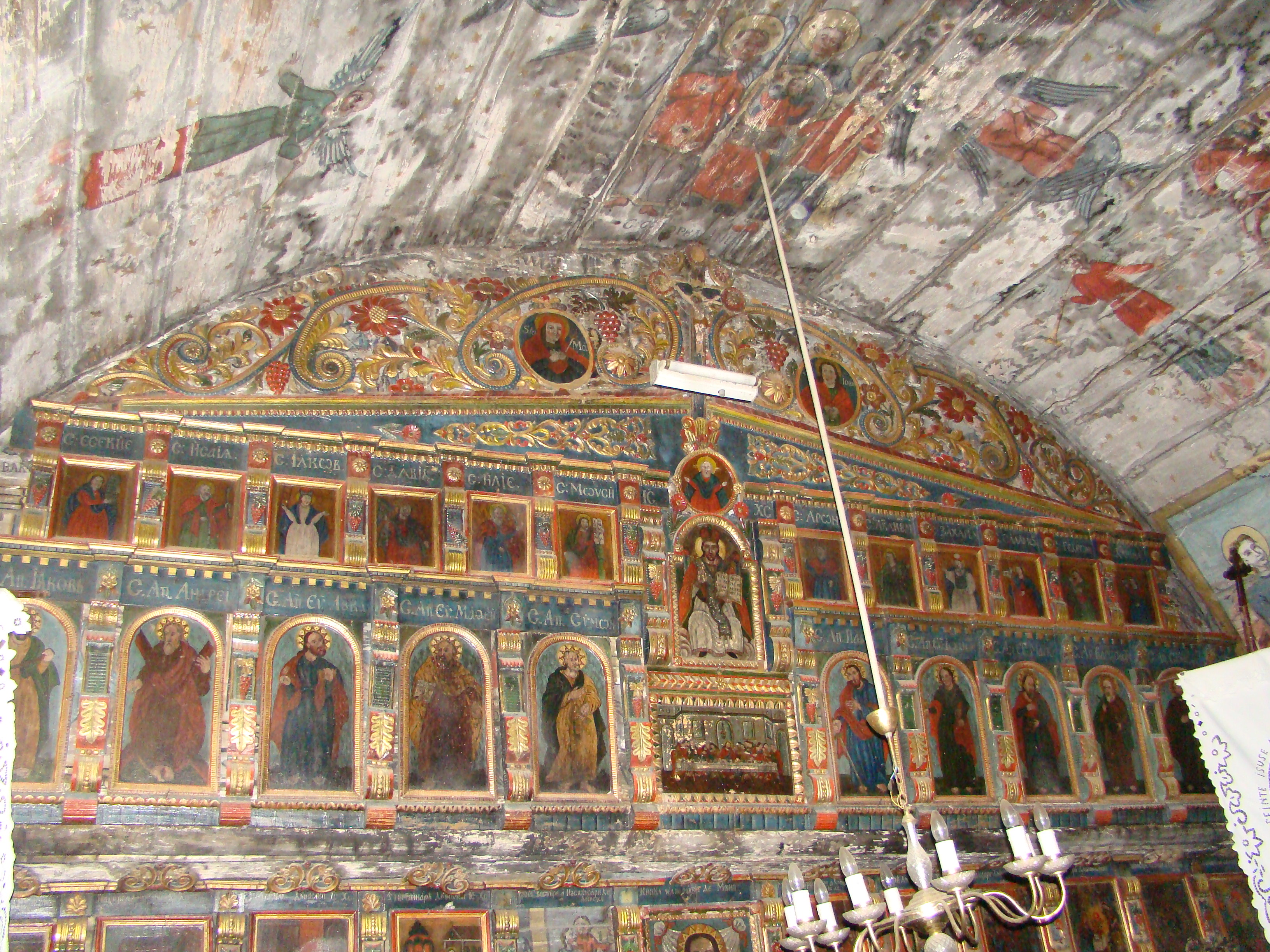
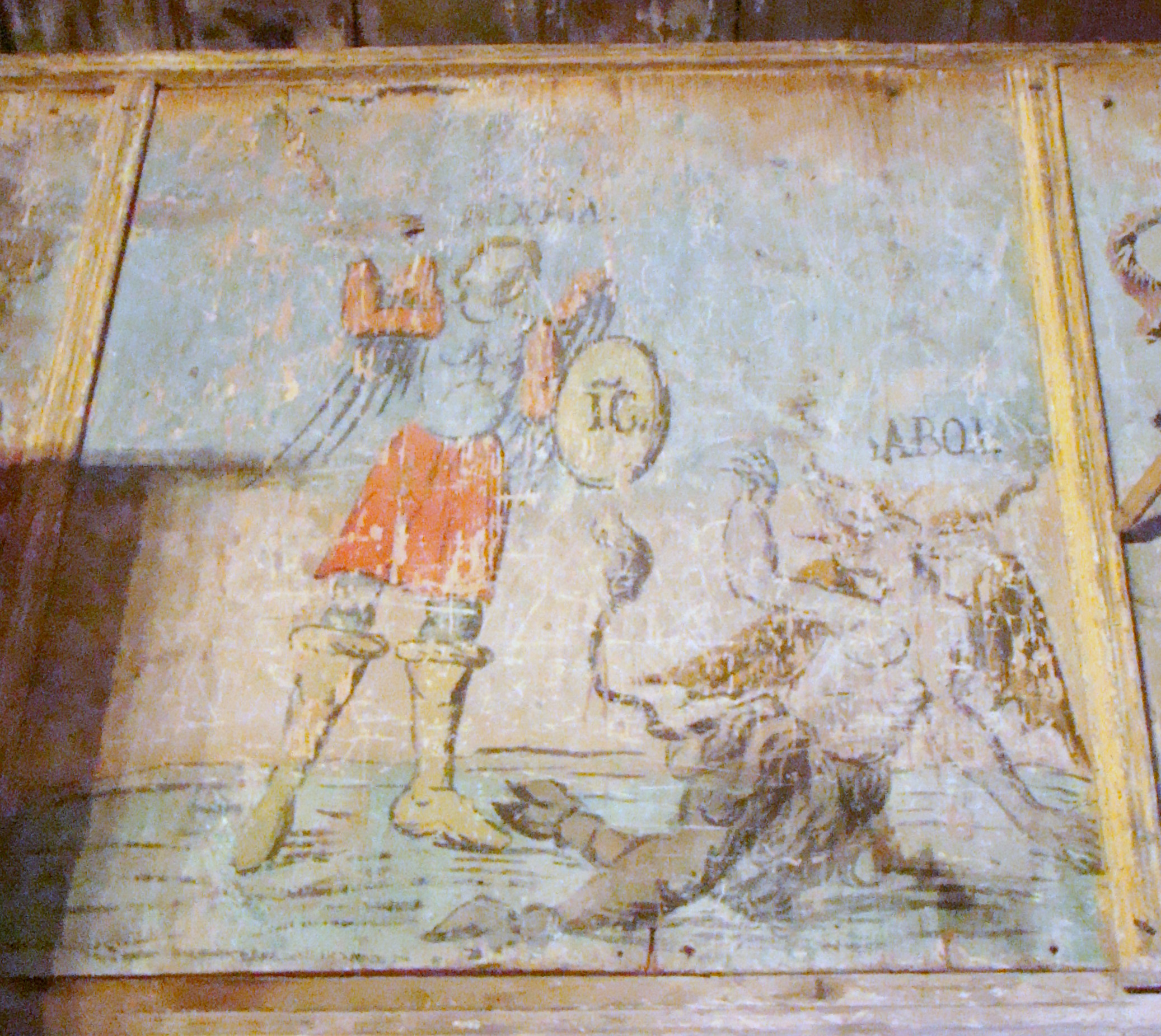
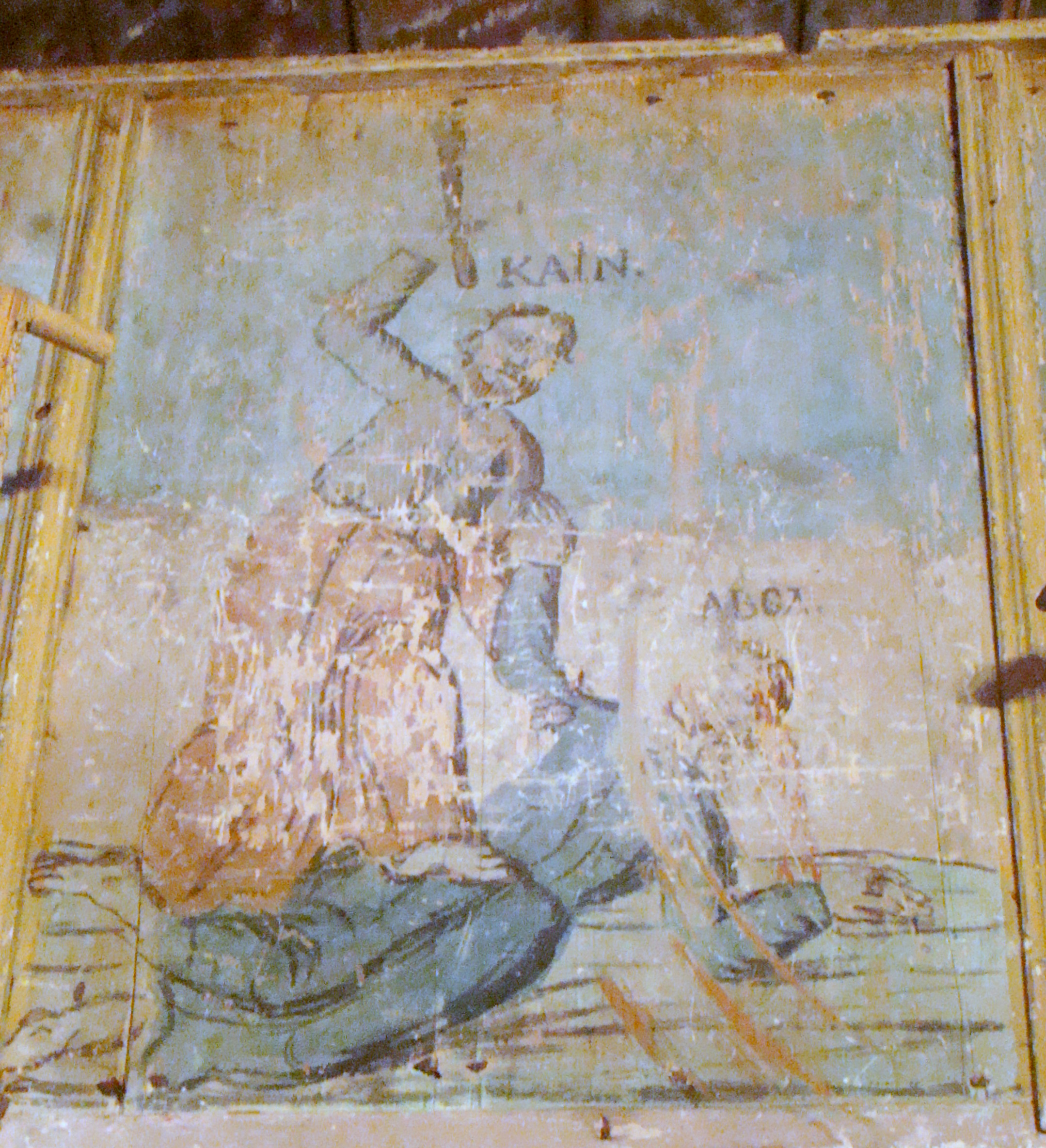
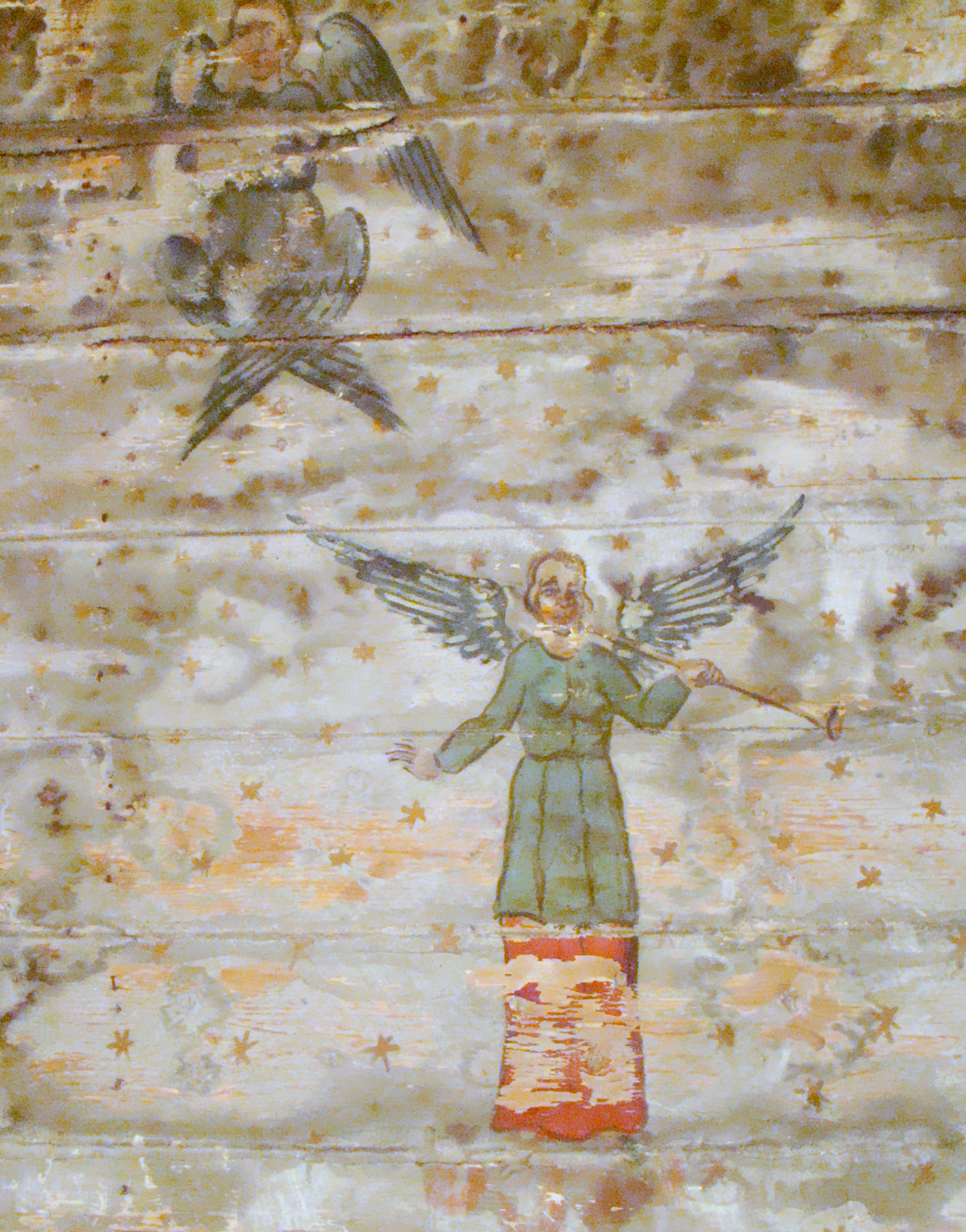
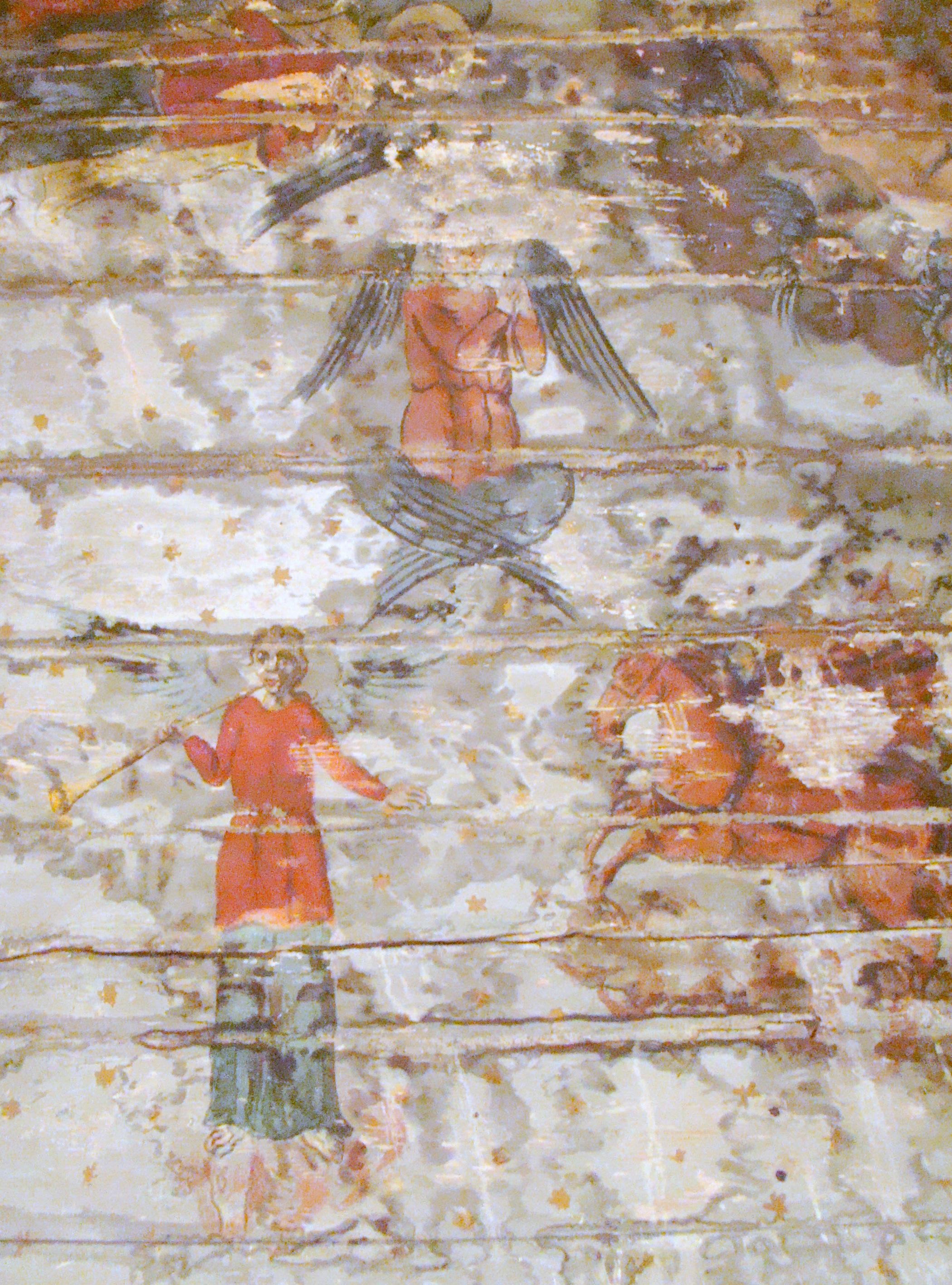
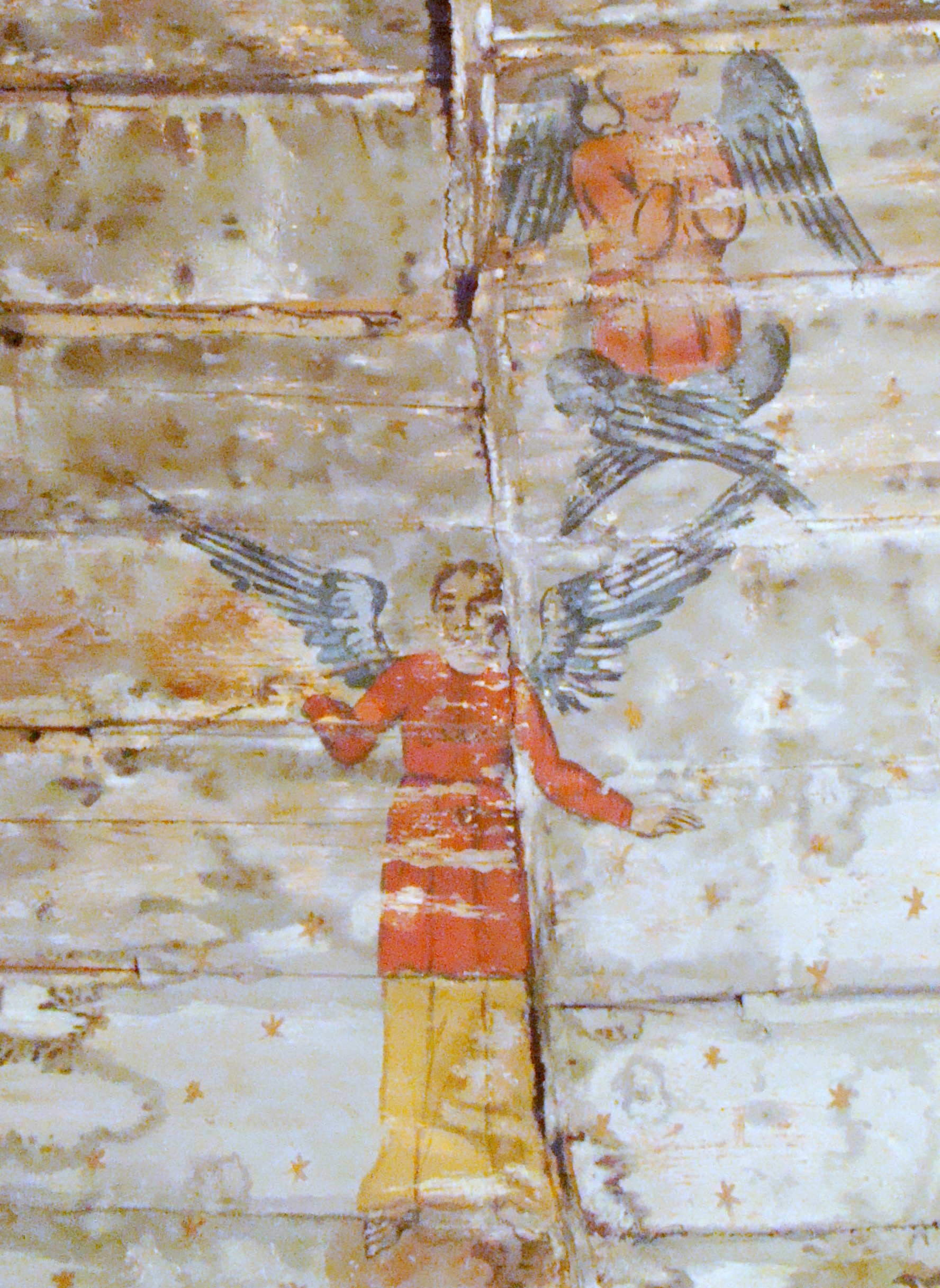